# Čerkasi
Čerkasi (ukrajinsko Черка́си, izgovorjava [tʃerˈkɑsɪ] ) je mesto v osrednji Ukrajini. Je upravno središče Čerkasijske oblasti kot tudi Čerkasijskega rajona znotraj oblasti.
Čerkasi je kulturno, izobraževalno in industrijsko središče Čerkasijske oblasti in osrednje gospodarske regije Ukrajine. Znan je že od 13. stoletja in je igral veliko vlogo v zgodovini celotne Ukrajine. Mesto je bilo središče dežele kozakov. Njegovi prebivalci so sodelovali v kozaških in kmečkih uporih hmelniščine in kolijivščine. Rast mesta po pridobitvi statusa oblastnega središča je privedla do njegove preobrazbe v veliko industrijsko središče in glavno kulturno središče celotne regije. Število prebivalcev Čerkasija je približno 284.459 (269.836) po oceni iz leta 2023 (2022).
Mesto leži na desnem bregu reke Dneper (natančneje ob Kremenčuškem akumulacijskem jezeru), približno 200 km južno od glavnega mesta Kijeva. Čerkasi je razdeljen na 2 mestna rajona: Sosnivski (z vasjo Oršanec) in Pridneprovski. V mestu je uprava Mestne gromade Čerkasi, ene od gromad (občin) Ukrajine. Junija 2011 je mesto praznovalo 725. obletnico.

## Geografija

### Lega
Čerkasi leži na visokem desnem bregu reke Dneper, sredi Kremenčuškega akumulacijskega jezera. Na relief zgodovinskega dela mesta je vplival Grajski hrib (Замкова гора), kjer je stal Čerkasijski grad. Relief predstavljajo tudi mnoge grape v Sosnivki. Večji del Čerkasija pa se razteza po nižavju. Intenzivna urbanizacija je popačila zgodovinsko naravno krajino dneprskih hribov v Čerkasiju. Dejanja sovjetskih urbanistov so bila še posebej uničujoča.
Tako se je v začetku 1960-ih z uničenjem Cerkve Svete Trojice in naselja ter poznejšo izgradnjo spominskega kompleksa »Hrib slave« na mestu Grajskega hriba izgubila neraziskana arheološka kulturna plast, saj je bil zgodovinski relief hriba zakopan pod velikim kupom zemlje. Sčasoma je bil edinstven zgodovinski in krajinski kompleks obrežnih pobočij med rečnim pristaniščem in Čerkasijskim gradom popačen. In v 1990-ih je bil zgodovinski Čorni Jar prekrit s peskom, sredi katerega so bili nameščeni rezervoarji za odplake. Na ozemlju mesta pa so tudi zavarovana in naravovarstvena območja – na primer, s sklepom regionalnega izvršnega odbora z dne 29. marca 1991 je bilo ustanovljeno zavarovano območje Čerkasijskih obrežnih pobočij.
Mesto zavzema površino 69 km2. Dolžina mesta je 17 km vzdolž obale Kremenčuškega akumulacijskega jezera, njegova najširša točka pa je le 8 km.
Od severozahoda in severa mesto obdaja gozdni masiv – znan kot Čerkasijki gozd in je največji (28.500 hektarjev) naravni borov gozd v Ukrajini, ki se je ohranil na južni naravni meji rdečega bora.

### Podnebje
Podnebje Čerkasija je posledica lege mesta na bregovih Kremeščuškega akumulacijskega jezera. Na splošno je podnebje mesta zmerno celinsko, z milimi zimami in toplimi poletji.
Povprečna letna temperatura zraka v mestu je +7,7 °C, najnižja je januarja (-5,9 °C), najvišja pa julija (+19,8 °C). Najnižja povprečna temperatura zraka v januarju (-16,6 °C) je bila zabeležena leta 1963, najvišja (+1,6 °C) pa leta 2007. Julija sta bila zabeležena enaka vrhova, najnižja +17,6 °C (1978 in 1979) in najvišja +25,8 °C (1936). Absolutna najnižja temperatura zraka v Čerkasiju je bila zabeležena januarja 1935 in je znašala −35,3 °C, absolutna najvišja pa +37,4 °C 30. julija 1936 in +38 °C 7. julija 2012. Zime so običajno hladne in snežne (povprečna januarska temperatura je −5,9 °C). Poletja so suha in topla (povprečna julijska temperatura je +19,8 °C), občasno pa najvišje temperature dosežejo +35 °C.
Čerkasi v povprečju prejme 517 mm padavin na leto, najmanj marca in oktobra, največ pa julija. Najmanjša letna količina padavin 303 mm je bila zabeležena leta 1975, največja 948 mm pa leta 1952. Največja količina padavin 121 mm v enem dnevu je bila zabeležena 3. avgusta 1959. Povprečno število dni s padavinami v mestu je 135 (največ jih pade decembra), poleg tega pozimi v Čerkasiju običajno sneži, vendar snežna odeja skoraj nikoli ne doseže znatne višine.
Povprečna letna relativna vlažnost zraka je 76 %, z najnižjo v maju (64 %) in najvišjo v decembru (87 %). V Čerkasiju prevladujejo vetrovi, ki pihajo s severozahoda. Povprečna hitrost vetra v januarju je 4,5 m/s, v juliju pa 3,1 m/s.
| Podnebni podatki za Čerkasi (1981–2010)                                         | Podnebni podatki za Čerkasi (1981–2010) | Podnebni podatki za Čerkasi (1981–2010) | Podnebni podatki za Čerkasi (1981–2010) | Podnebni podatki za Čerkasi (1981–2010) | Podnebni podatki za Čerkasi (1981–2010) | Podnebni podatki za Čerkasi (1981–2010) | Podnebni podatki za Čerkasi (1981–2010) | Podnebni podatki za Čerkasi (1981–2010) | Podnebni podatki za Čerkasi (1981–2010) | Podnebni podatki za Čerkasi (1981–2010) | Podnebni podatki za Čerkasi (1981–2010) | Podnebni podatki za Čerkasi (1981–2010) | Podnebni podatki za Čerkasi (1981–2010) |
| Mesec                                                                           | Jan                                     | Feb                                     | Mar                                     | Apr                                     | Maj                                     | Jun                                     | Jul                                     | Avg                                     | Sep                                     | Okt                                     | Nov                                     | Dec                                     | Letno                                   |
| ------------------------------------------------------------------------------- | --------------------------------------- | --------------------------------------- | --------------------------------------- | --------------------------------------- | --------------------------------------- | --------------------------------------- | --------------------------------------- | --------------------------------------- | --------------------------------------- | --------------------------------------- | --------------------------------------- | --------------------------------------- | --------------------------------------- |
| Povprečna visoka temperatura °C                                                 | −1.0                                    | −0.1                                    | 5.6                                     | 14.4                                    | 21.4                                    | 24.3                                    | 26.6                                    | 26.1                                    | 20.0                                    | 13.1                                    | 5.0                                     | 0.2                                     | 13.0                                    |
| Povprečna dnevna temperatura °C                                                 | −3.9                                    | −3.5                                    | 1.4                                     | 9.0                                     | 15.4                                    | 18.7                                    | 20.6                                    | 19.7                                    | 14.3                                    | 8.2                                     | 1.9                                     | −2.4                                    | 8.3                                     |
| Povprečna nizka temperatura °C                                                  | −7.1                                    | −6.8                                    | −2.6                                    | 3.7                                     | 9.0                                     | 12.8                                    | 14.5                                    | 13.5                                    | 8.9                                     | 3.7                                     | −0.9                                    | −5.2                                    | 3.6                                     |
| Povprečna količina padavin mm                                                   | 30.0                                    | 29.9                                    | 35.2                                    | 34.7                                    | 48.5                                    | 72.5                                    | 63.2                                    | 55.8                                    | 54.5                                    | 42.6                                    | 40.5                                    | 36.2                                    | 543.6                                   |
| Povprečna količina zapadlega snega cm                                           | 14.7                                    | 11.1                                    | 5.5                                     | 0.0                                     | 0.0                                     | 0.0                                     | 0.0                                     | 0.0                                     | 0.0                                     | 0.0                                     | 2.2                                     | 15.0                                    | 48.5                                    |
| Povp. št. dni s padavinami (≥ 1.0 mm)                                           | 6.8                                     | 6.6                                     | 7.4                                     | 6.8                                     | 7.1                                     | 8.6                                     | 7.5                                     | 5.8                                     | 7.1                                     | 6.0                                     | 6.5                                     | 7.1                                     | 83.3                                    |
| Povprečna relativna vlažnost (%)                                                | 84.1                                    | 81.8                                    | 77.0                                    | 68.1                                    | 64.0                                    | 69.6                                    | 69.6                                    | 68.2                                    | 73.6                                    | 78.8                                    | 85.0                                    | 85.7                                    | 75.5                                    |
| Povp. trajanje dneva (ur)                                                       | 8.7                                     | 10.2                                    | 11.9                                    | 13.8                                    | 15.4                                    | 16.2                                    | 15.8                                    | 14.4                                    | 12.6                                    | 10.8                                    | 9.1                                     | 8.3                                     | 12.3                                    |
| Povp. indeks UV                                                                 | 1                                       | 1                                       | 2                                       | 4                                       | 5                                       | 5                                       | 6                                       | 5                                       | 3                                       | 2                                       | 1                                       | 1                                       | 3                                       |
| Vir 1: NCEI                                                                     |                                         |                                         |                                         |                                         |                                         |                                         |                                         |                                         |                                         |                                         |                                         |                                         |                                         |
| Vir 2: World Weather Online (sneg-UV 2009–2023) Weather Atlas (dnevna svetloba) |                                         |                                         |                                         |                                         |                                         |                                         |                                         |                                         |                                         |                                         |                                         |                                         |                                         |

### Okoljsko stanje
Določanje specifičnih onesnaževal se izvaja s sklepom mestnega izvršnega odbora, pri čemer se upoštevajo okoljske razmere in proizvodne posebnosti mestnih podjetij, s strani laboratorija za spremljanje onesnaženja ozračja Čerkasijskega oblastnega centra za hidrometeorologijo, ki ima v mestu 3 opazovalne točke, spremlja 4 glavna in 20 specifičnih onesnaževal. V skladu z resolucijo Kabineta ministrov Ukrajine z dne 9. marca 1999 št. 343 O odobritvi postopka za organizacijo in izvajanje monitoringa na področju varstva ozračja glavni obvezni obseg opredelitev onesnaženja zraka spada na najpogostejše snovi: prah, žveplov dioksid, ogljikov monoksid, dušikov dioksid, formaldehid, benzopiren in svinec.
Čerkasijski oblastni center za hidrometeorologijo spremlja stanje ozračja v mestu. Oddelek za ekologijo in javno varnost mestnega izvršnega odbora financira meritve specifičnih onesnaževal iz mestnega sklada za varstvo okolja. Poleg tega hidrometeorološki center spremlja osnovne snovi, težke kovine in organske spojine. Strokovnjaki Oddelka za ekologijo in racionalno upravljanje narave pri Oddelku za ekologijo in javno varnost sistematizirajo in analizirajo podatke opazovanj. Sistematično spremljanje vsebnosti škodljivih snovi v ozračju se izvaja na 3 stacionarnih postajah (PSZ št. 2 – center mesta, Ulica Svjatotrojicka, stanovanje 68; PSZ št. 3 – mikrorajon Dniprovski, Ulica hetmana Sahajdačnega, stanovanje 146; PSZ št. 4 – Jugozahodni mikrorajon, Ulica Olene Telige, stanovanje 4) s pogostostjo vzorčenja 4-krat na dan (1:00, 7:00, 13:00, 19:00) 6-krat na teden.
Ekološke razmere v mestu so precej stabilne. Kumulativni indeks onesnaženja je leta 2008 znašal 7,56, kar je približno enako povprečju v drugih ukrajinskih mestih. Zmanjšanje indeksa onesnaženja je posledica zmanjšanja koncentracij amoniaka in dušikovega oksida v ozračju. Najbolj onesnažena mikrorajona ostajata Dniprovski in Center. Glavni onesnaževalec v mestu je tovarna PrAT »Azot«, zato je bližnje območje (jugovzhodni del mesta) najbolj onesnaženo. Tudi center mesta je močno onesnažen zaradi velikega prometa. Nadaljnje zmanjšanje vsebnosti škodljivih plinov v zraku je posledica zaprtja kemičnega podjetja »Himvolokno« in zmanjšanja zmogljivosti drugih obratov.
Mesto samo je večinoma brez jedrskega onesnaženja zaradi černobilske nesreče, čeprav je bil najsevernejši del Čerkasija morda nekoliko prizadet.
Rezultati opazovanj vode v Kremenčuškem akumulacijskem jezeru kažejo, da koncentracije nitritnega dušika, BSK5, šestvalentnega kroma in fenola presegajo najvišjo dovoljeno koncentracijo. Preostale nadzorovane snovi so v dovoljenih mejah. Leta 2008 so se v primerjavi s prejšnjimi leti koncentracije fosfatov in skupnega fosforja zmanjšale za 3,2–3,8-krat, ASPAR za 1,6-krat, magnezija za 1,4-krat, amonijevega dušika in kloridov za 1,3-krat, suspendiranih trdnih snovi za 1,2-krat, koncentracije šestvalentnega kroma, kalija, ogljikovodikov, BSK5 pa so se povečale za 1,2–1,4-krat, natrija za 1,5-krat, nitratnega dušika pa so se podvojile.
Glavni vzroki onesnaženja površinskih voda v Čerkasiju so izpust neobdelanih in nezadostno prečiščenih komunalnih in industrijskih odpadnih voda neposredno v vodna telesa in prek mestnega kanalizacijskega sistema, vnos onesnaževal v vodna telesa v procesu odtekanja površinskih voda s pozidanih območij in kmetijskih zemljišč ter erozija tal na območju zajemanja vode. Kakovost podtalnice se zaradi gospodarske dejavnosti nenehno slabša. To je posledica obstoja rezervoarjev za filtriranje odpadne vode, pa tudi široke uporabe mineralnih gnojil in pesticidov. Mesto od leta 1992 uporablja čistilne naprave podjetja PrAT »Azot« za čiščenje odpadnih voda.

## Ime, nastanek in zgodovina
Izvor toponima »Čerkasi« in njegova prava etimologija ostajata nerazrešena in skrivnost do sedaj. Ruska zgodovinarja Ivan Boltin in Vasilij Tatiščev sta utemeljila zamisel, da je ime mesta povezano z eksoetnonimom Čerkasi – tako so sosednja ljudstva, zlasti Rusi in Krimski Tatari, imenovala vse Ukrajince. Obstaja tudi teorija o izvoru imena iz besede »čerkaš«. Nekateri raziskovalci se s tem strinjajo in iščejo korenine imena Čerkasi v turških jezikih. Sedaj obstajajo naslednje glavne različice:
- Oleksander Znojko izhaja iz turcizmov in trdi, da ime »Čerkasi« izvira iz besede čiri kiši ali čiri kisi, kar pomeni ljudje moči ali ljudje vojske. Ta razlaga v celoti dokazuje zamisel o turškoslovanski enotnosti v boju proti Kumanom (Polovcem) v predmongolskem obdobju.[17]
- druga različica razlage toponima Čerkasi izvira iz praslovanščine. *čьr-kati[18] (potegniti mejo), ker se je mesto nahajalo na robu Kačjih gredi.
- popolnoma nova različica je bila tista, ki trdi, da je treba izvor imena iskati v indoevropskih koreninah, in sicer, da je ime nastalo v antiki v karpatski regiji iz korenin dveh starodavnih jezikov – ilirskega (»črha« – črna reka) in tračanskega (»kas« – čist, prozoren), v 14. stoletju pa je bilo preneseno na novo mesto ob Dnepru.[19] Predpona »*čьr|(k)/(n, v)« (*čьrnъ[20] – črn) je pogosta:

- Čerkasi (Черкаси),
- Černigov (Чернігів),
- Černobil (Чорнобиль),
- Červonosilske (Червоносільське),
- Črnovice (Чернівці).

### Nastanek in zgodnja zgodovina
Zgodovina Čerkasija ni bila temeljito raziskana. Pomemben vpliv na sodobno razumevanje zgodovinskega razvoja mesta in regije ima dejstvo, da ga je oblikovalo predvsem rusko, kasneje pa sovjetsko zgodovinopisje, zato nekatera obdobja mestne zgodovine ostajajo nepojasnjena, nekateri dokumenti so zamolčani ali celo popačeni do sedaj. Čeprav je o začetkih Čerkasija znanega malo, je dejstvo o obstoju in rasti mesta v 14. stoletju ter njegovi kasnejši preobrazbi v pomembno središče kozaške regije (Čerkasi je bil središče kozaških polkov od leta 1625 do 1687). Od tod tudi sodelovanje mestne gromade v vseh pomembnih dogodkih kozaške zgodovine Ukrajine – hmelniščine v letih 1648–1657 in kolijivščine v letih 1768–1769. Na ozemlju Čerkasija so se v prvi polovici leta 1664 odvijali boji med kozaki desnobrežnega hetmana Pavla Teterija in poljskimi odredi proti levobrežnim kozakom pod poveljstvom hetmana Ivana Brjuhoveckega in moskovskimi četami. Pomen mesta kot kozaškega središča je bil tako pomemben, da je ime Čerkasi nekaj časa veljalo za etnonim za vse Ukrajince. Neizpodbiten je tudi gospodarski vzpon in ukrajinsko kulturno življenje v Čerkasiju v drugi polovici 19. in začetku 20. stoletja. Mestu ni bilo prizaneseno niti krutim socialnim eksperimentom prvih desetletij sovjetske oblasti niti bremenu druge svetovne vojne. Po legendah mestnih staroselcev so sovjetske oblasti z ozemlja Čerkasija in Čerkasijske oblasti odstranile mnoge zaklade iz kozaške dobe, ki imajo tako veliko materialno kot zgodovinsko vrednost. Odločilno za obnovo in nadaljnji razvoj Čerkasija je bilo to, da je mesto od leta 1954 postalo upravno središče Čerkasijske oblasti (province), »najmlajše« oblasti Ukrajine.
Območje sodobnega mesta je že dolgo znano kot kraj človeškega bivanja. Tako je bilo že v poznem paleolitiku (pred 40–10 tisoč leti) v območju stabilne populacije in gospodarske dejavnosti primitivnega človeka. Tu je bilo odkritih 22 arheoloških najdišč: mezolitsko naselje, neolitske najdbe, dve skupini gomil z 9 gomilicami, naselje in grobišče iz bronaste dobe, štiri gradišča in sedem naselij zarubinetske kulture, dve naselbini in grobišče černjahivske kulture, dve naselbini zgodnjih Slovanov, gradišče iz 13. do 14. stoletja, naselje in dva gradišča iz 14. do 17. stoletja in drugi. Dva od njih sta nacionalnega pomena. Arheologi so raziskali več teh spomenikov. Najstarejši med njimi izvirajo iz 1. do 2. tisočletja pred našim štetjem. Na ozemlju mesta so odkrili skupno 4 starodavna naselja (городища). Del mesta poplavljajo vode Kremenčuškega akumulacijskega jezera, zaradi česar je nemogoče preučevati najstarejši del mesta, ki se nahaja na bregovih Dnepra. Še sedaj divjajo ostre razprave in spori glede nastanka stabilne zgodovinske naselbine in ustanovitve samega mesta Čerkasi. Nesporno dejstvo ostaja, da je Čerkasi znan kot stalno naselje vsaj od konca 13. stoletja. Tako sta znana zahodna geografa poznega srednjega veka in zgodnjega novega veka, Žiga Herberstein in Gillaume de Beauplan, Čerkasi imela za zelo starodavno mesto. Omeniti velja tudi, da so bili leta 1386, ko je bil litovski veliki vojvoda Jagielo priznan za poljskega kralja, ustanovljeni trije hetmanati: poljski, litovski in rusinski. Zadnjemu hetmanu je bilo za rezidenco dodeljeno mesto Čerkasi, ki zato ni moglo biti na novo ustanovljeno in/ali majhno naselje.
Vprašanje ustanovitve mesta, katerega natančen datum ni znan, so v različnih časih in s strani različnih učenjakov reševali na različne načine. Večina jih je nagnjena k prepričanju, da je naselje nastalo v obdobju Kijevske Rusije, vendar z neposrednim sodelovanjem neslovanskih elementov iz spodnjega Dnepra, kar potrjujejo zgodovinski podatki. Torej, datum ustanovitve Čerkasija, glede na raziskave različnih znanstvenikov, se lahko pripiše trem obdobjem:
- mnogi raziskovalci trdijo, da je bilo mesto Čerkasi ustanovljeno v predtatarskem obdobju (pred letom 1240) – naselje ali mesto bi lahko ustanovili predstavniki bojevitih plemen, ki so se v zgodovino zapisala pod skupnim imenom črni klobuki (starovzhodnoslovansko чернии клобуци). To potrjuje dejstvo, da so se Torki, Berendeji, Pečenegi in druga ljudstva, ki so mejila na Rusijo, imenovali Čerkasi. Ta turška konjenica se je po besedah znanega zgodovinarja Borisa Grekova v 11. in 12. stoletju množično naselila pod Kijevom in se v času kneza Vladimira Monomaha (1116) borila proti Kumanom (Polovcem). Verjetno so ta plemena imela svoje glavno mesto, ki so ga Kijevčani imenovali Čerkasijsko. V tem primeru je bila slovanska komponenta prisotna že ob ustanovitvi mesta. To različico je izrazil krajevni zgodovinar Oleksander Znojko v knjigi Miti o Kijevski deželi in starodavni dogodki (Міфи Київської землі та події стародавні, 1989).[17]

- ruski in sovjetski znanstveniki pripisujejo nastanek Čerkasija neposredno mongolskotatarskemu obdobju. Odlomek iz Statističnega opisa Kijevske gubernije (1852) je postal skoraj klasičen, po katerem je:

Baskak Ahmet, ki je vladal v Lipecki kneževini, v bližini Rilska ustanovil dve slobodi, kamor so se zgrinjali različni roparji, da bi oropali okoliška naselja. Knez Oleg (Mstislavič), ki je bil potomec starodavnih vladarjev Černigova, se je o tem pritožil kanu Telebugu, ki mu je dal odred Mongolov in ukazal opustošenje naselij, kar se je tudi zgodilo ... Prebivalci Ahmetovih naselij so bili Čerkasi in so se imenovali kozaki [»svobodni ljudje«], pobegnili so k baskakom [darugačem] v Kaniv in zgradili mesto Čerkask. Če je to poročilo resnično, potem bi bilo treba ustanovitev Čerkasija, prej imenovanega Čerkask, datirati približno v leto 1284.
Vendar pa to pričevanje iz sredine 19. stoletja sproža več vprašanj kot odgovorov: prvič, geografska razpršenost opisanih dogodkov (Lipecka in Černigovska kneževina na eni strani ter Kaniv in Čerkasi na drugi) meče dvom na zanesljivost gradiva. Drugič, v omenjenem času so se različna ljudstva imenovala Čerkasi in kozaki, zato je precej problematično trditi, da je govora o ustanovitvi sodobnih Čerkasov. Vendar je treba omeniti, da je ime Čerkask zabeleženo v posameznih dokumentih, na primer leta 1499 v pismu krimskega kana Menglija I. Geraja moskovskemu knezu Ivanu III.. Eden od avtorjev te teorije je bil ruski državnik in zgodovinar iz 18. stoletja Vasilij Tatiščev. Trdil je, da je Čerkasi ustanovila skupina Čerkezov, ki so se preselili iz Kurske kneževine in dejansko zgradili trdnjavo v letih 1282–1284.
- Dimitrij Bantiš-Kamenski (1903)[22] je v svojem govoru o Jefstafiju Daškeviču (po letu 1504) dejal, da mu je Sigismund I. dal Kaniv, prebivalcem Dnepra[c] pa je dovolil, da se naselijo nad brzicami in zgradijo Čerkasi. Po poljskih virih naj bi Čerkasi svoj videz dolgoval prav privilegijem poljskih kraljev. Zlasti so privilegiji, ki jih je podelil kralj Stanislav II. Avgust, navajali:

Prebivalci Čerkasija so med drugimi dokumenti kot dokazilo o svojih pravicah predložili opis kanivskega gradu, narejen leta 1552, iz katerega je razvidno, da je litovski veliki vojvoda Gedimin, ko je po morju osvojil Kafo, Perekop in Čerkasi Pjatigorski ter pripeljal del Čerkasija, nato pa jih je naselil na Dnepru, z njimi naselil mesto Čerkasi in mu položil temelje.
- novo različico, ki poskuša pojasniti datum ustanovitve mesta, sta predstavila arheolog Dmitro Kuštan in zgodovinar in arheolog Valerij Lastovski v svoji knjigi Arheologija in zgodnja zgodovina Čerkasija (Археологія та рання історія Черкас). Raziskovalci zavračajo prej prevladujočo različico, da je Čerkasi nastal konec 13. stoletja, in trdijo, da je mesto nastalo kot litovski mejni grad v drugi polovici 14. stoletja. Vendar pa te različice ni mogoče v celoti dokazati zaradi pomanjkanja arheoloških izkopavanj znotraj mestnih meja.[19]

- obstaja tudi polfantastična različica, da naj bi Čerkasi ustanovila skupina slovanskih Rusov, ki so se vrnili iz Pjatigorska na Severozahodnem Kavkazu in se tam asimilirali s predhodniki Adigejcev – Čerkezov. Od njih so prejeli ime in kozaško miselnost, kar jim je omogočilo ne le zgraditi močno trdnjavo, temveč tudi postati jedro oblikovanja bodočega ukrajinskega kozaškega naroda[23] (glej tudi izvor imena mesta).

Zgodovinarji za leto ustanovitve mesta na ozemlju Kijevske Rusije štejejo leto 1286. O nastanku mesta je malo dejstev, vendar je dokumentirano, da je Čerkasi obstajal v 14. stoletju. Prva zanesljiva omemba Čerkasija je v listini kneza Fedorja Koriatoviča iz leta 1392, v kateri je omenjen čerkasijski vojvoda Bedrih (Bedriško). 
Omemba mesta v ukrajinskem pisnem viru Hustinski kroniki (Густинський літопис), kroniki Kijevske Rusije, ki sega v leto 1305, je napačna. V tej kroniki je Čerkasi, ustanovljen v začetku 17. stoletja, omenjen kot že obstoječe mesto med drugimi ukrajinskimi mesti – Kijevom, Kanivom, Žitomirom in Ovručem.

### Pod Veliko litovsko kneževino
V 1360-ih je mesto vstopilo v novo obdobje svojega razvoja in postalo del Velike litovske kneževine. Čerkasi je kot del Kijevske kneževine, ki je bila tedaj od leta 1362 avtonomna od litovskih vladarjev, postal pomemben branilec južnih meja Velike litovske kneževine. Leta 1384 je bilo mesto priznano kot utrjeno mesto na južnem robu Velike litovske kneževine in je skupaj z Vinico, Braclavom in Kanivom tvorilo del obrambne črte proti Krimskim Tatarom. Mestu je začel vladati poglavar (starosta). Avtorji knjige Starodavna Poljska so pomotoma imenovali Oleksandra Kmito I. za prvega čerkasijskega guvernerja leta 1434. Upravno je mesto postalo središče starostva. Upravljali so ga guvernerji iz bojarskoknežjega plemstva, ki jih je imenoval kijevski knez (od leta 1471 vojvoda). Vojvode so kasneje začeli imenovati starostje.
Vloga Čerkasija kot pomembne trdnjave proti plenilskim napadom Krimskega kanata se je še posebej povečala od konca 15. stoletja. Prebivalci so se morali večkrat boriti proti tatarskim četam. Mesto je leta 1482 doživelo svoj prvi, precej resen tatarski napad hord Menglija I. Geraja, ki so opustošile skoraj celotno Kijevsko regijo in požgale tudi Čerkasi. Po tem, v začetku 16. stoletja, je bila Čerkasijska trdnjava znatno okrepljena. Leta 1532 je mesto vzdržalo 13-dnevno obleganje čet krimskega kana Saadeta I. Geraja.
Geografske in politične razmere so vplivale tudi na notranje življenje Čerkasija. V tem obdobju je mesto postalo eno od središč kmečkega prebivalstva in nastanka novega družbenega razreda – kozakov. Znani ukrajinski zgodovinar v izgnanstvu Andrij Jakovljiv takole opisuje družbenogospodarsko vzdušje v Čerkasiju v tem obdobju:
Življenje sredi nenehnega boja s Tatari, pod budnim očesom vsakodnevne nevarnosti, je izoblikovalo pogumne, trmaste in vzdržljive značaje ter prispevalo k obnovi posebnega razreda ljudi, okaljenih zaradi nenehnega boja s sovražnikom – kozakov. Ta številni razred ob koncu 15. stoletja je živel v stepi spomladi, poleti in jeseni, na svojih »domačijah« – hutorih, ob rekah in jezerih ali na cestah in prevoznih sredstvih, lovil ribe, pobijal vse vrste živali in ni zaobšel svojih tatarskih sovražnikov, temveč jih je napadel ob pravi priložnosti: včasih je ropal in uničeval krimskotatarske, osmanske in moskovske trgovske karavane. Pozimi so se kozaki vrnili v mesto in s seboj prinesli skupaj z veliko količino dragocenega plena tudi svobodni duh step, protest proti vsemu zatiranju ...
Pogoji, kot so zunanji dejavniki in notranja družbena organizacija, so Čerkasijskemu gradu pripisovali velik pomen, kar je osrednjo vlado spodbudilo, da je tukaj obdržala nadarjene upravitelje z določenimi, znatno razširjenimi pravicami za krajevno prebivalstvo. Zato so v obdobju od konca 15. do začetka 16. stoletja položaje čerkasijskih starostov, z nekaj izjemami, zasedale pomembne osebnosti tistega časa, med njimi knez Bogdan Glinski (na položaju 1488–1495), Kmita Oleksandrovič (na položaju 1494–1500), knez Vasil Daškevič (na položaju 1504–1507), Andrej Nemirovič (na položaju 1511–1514), Jefstafij Daškevič (na položaju 1514–1535), Vasilij Tiškevič (na položaju od 1536), Dmitro Višnevecki (na položaju 1550–1553) in drugi.
Daškevič, ki je bil prej kanivski starosta, je postal čerkasijski starosta šele leta 1515. Tako sta bili dve sosednji mesti, Kaniv in Čerkasi, dolgo časa združeni pod vodstvom enega staroste, ki je običajno živel v Čerkasiju. Pod Daškevičem, ki je upravljal mesti in uspešno vodil ukrajinsko mejno stražo v Srednjem Dnepru, se je mesto še naprej gradilo. Vodil je tudi več uspešnih napadov-pohodov Čerkezov proti Krimskim Tatarom in Turkom, leta 1533 pa je predložil projekt, ki ga je razvil za zaščito južnih meja pred tatarskimi vpadi, v katerem je utemeljil potrebo po gradnji utrdb s stalnim varovanjem za Dneprskimi brzicami. Orog sebe je zbral mnoge kozake, okrepil vlogo dneprskih mest in vasi kot središč oblikovanja ukrajinskih kozakov, ki so vladali v Čerkasiju in Kanivu do svoje smrti leta 1535. Dve desetletji so se Daškevičeve zamisli odražale v Zaporoški Seči, ki jo je na otoku Mala Hortica organizacijsko ustanovil drug čerkasijski starosta Višnevecki.
Čerkasi v teh časih ni bil le ločeni od vseukrajinskih dogodkov, temveč je dejansko postal nekakšno mostišče za naselitev spodnjega Dnepra s strani svobodoljubnih kozakov. V 15. in 16. stoletju je bil Čerkasi eno glavnih središč, ki so pomagala kozakom pri naseljevanju ukrajinskega juga. Meščani so vedno sodelovali v vojaških pohodih in napadih na Krimske Tatare in Turke, vključno z operacijami pod vodstvom Ivana Pidkova (1533–1578). Čerkasi je bil po vodi že povezan ne le z deželami, ki mejijo na Dneper, temveč tudi z Volinijo (prek Pripeta in njenih desnih pritokov). Novi Čerkasijski grad, zgrajen v letih 1549–52 na mestu starega, je bil središče mestnega življenja.

### Pod poljsko oblastjo, upor Hmelnickega
Po Lublinski uniji leta 1569 je Čerkasi postal del Krone kraljevine Poljske. Po imenu mesta, okrog katerega so se naselili kozaki, so jih začeli imenovati Čerkasi. In v moskovskih dokumentih iz 16. in 17. stoletja so bili vsi Ukrajinci imenovani Čerkasi. V zgodovini mesta ima posebno mesto Čerkasijski polk, ki je bil ustanovljen leta 1625 kot eden od polkov registriranih kozakov. Med hmelniščino od leta 1648 je pridobil pomen upravnoteritorialne enote (do leta 1686). Tedaj je bil Čerkasijski polk eden najbolj bojno pripravljenih in številčnih ter je sodeloval v vseh pomembnih bitkah kozaške vojske Bogdana Hmelnickega.
Odprava plemstva je pozitivno vplivala na razvoj mesta. Nastajala so industrijska podjetja. Po neuspešni bitki pri Berestečku za kozake leta 1651 je bil Hmelnicki leta 1654 pri Perejaslavu prisiljen podpisati zavezniško pogodbo z Ruskim carstvom. Podpis tega sporazuma naj bi potekal v Čerkasiju, vendar so se zaradi napada poljskolitovskega plemstva diplomati nujno preselili v sosednji Perejaslav, kjer je potekal Perejaslavski sporazum.
Po porazu hmelniščine je bil Čerkasi dolgo časa pod oblastjo poljskolitovske Republike obeh narodov, pod katero je prišel z Andrusovsko mirovno pogodbo iz leta 1667.
Leta 1679 so po ukazu moskovskih oblasti in hetmana Ivana Samojloviča večino prebivalstva Čerkasija prisilno preselili v Levobrežno Ukrajino (tako imenovana velika selitev).
Čerkasi je ostal del Poljske, vendar so bila ozemlja vzhodno od Dnepra, vključno z Levobrežno Ukrajino in Zaporožjo, zavarovana za Moskovijo. Medtem ko je bilo mesto v Poljskem kraljestvu, je bilo sedež okrožja (poviat), ki je do leta 1793 pripadalo večji enoti – Kijevskemu vojvodstvu Malopoljske province. Leta 1768 je bilo med nemiri v kolijivščini mesto hudo poškodovano in izropano.
Leta 1791 je mesto prejelo magdeburško pravico, čeprav obstaja različica, da je imel Čerkasi tak privilegij že prej. Bilo je poljsko kraljevo mesto. Po drugi delitvi Poljske leta 1793 je bilo mesto eno od povitnih središč Voznesenskega namestništva Ruskega imperija.
Leta 1796 je bilo vključeno v Kijevsko gubernijo in od leta 1797 je bilo povitno (ujezdno) mesto gubernije. V drugi polovici 18. stoletja so se v mesto začeli priseljevati staroverci (razkolniki) z vsega Ruskega imperija. Tu so zgradili dva samostana (enega za ženske (1818) in enega za moške (1810)) in župnijsko cerkev.

### 19.–začetek 20. stoletja
Od začetka 19. stoletja je mesto načrtoval ruski arhitekt, gradbeni inženir in urbanist škotskega rodu William Heste. V drugi polovici 19. stoletja je mesto doživelo veliko gospodarsko rast. Predvsem po dokončanju železnice leta 1876 so se pojavila nova industrijska podjetja. Močno so se razvili predelava lesa, sladkorja (rafinerija sladkorja je bila zgrajena leta 1854), tobaka (tobačna tovarna leta 1878), kovinarska, strojna, mlinarska industrija in trgovina. V mestu je bilo vsako leto do 7 sejmov, enkrat na teden pa so potekali bazarji. Pretovor tovora na pomolu na reki Dneper se je povečal. Čerkasi je postal eno glavnih pretovornih mest za les, ki se je prevažal iz severnih rajonov Ukrajine. Gospodarska rast je prispevala tudi k razvoju samega mesta.
Razvoj Čerkasija je potekal po Hestejevem načrtu iz leta 1815, ki je vključeval gradnjo kvadratnih blokov z ravnimi ulicami in uličicami.
Julija 1859 je bil v mestu Taras Ševčenko, ki so ga aretirali blizu Progorivke in odpeljali v Čerkasi. Tu je pesnik spesnil svoji pesmi Sestri (Сестрі) in Nekoč neumna glava (Колись дурною головою), zapisal ljudsko pesem Ali vidiš, stric (Чи бачиш ти, дядьку) in izdelal znamenito risbo V Čerkasiju (В Черкасах).
Oktobra 1905 so med revolucijo Čerkasi zajele delavske stavke.

### Ukrajinska vojna za neodvisnost in ukrajinsko-sovjetska vojna
Po oktobrski revoluciji leta 1917 v Petrogradu je Čerkasi padel pod boljševiški nadzor. Na 1. vseukrajinskem kongresu sovjetov je bil za delegata iz mesta izvoljen T. G. Nesterenko. Med ukrajinsko vojno za neodvisnost je ozemlje Čerkasija postalo del Ukrajinske ljudske republike (UNR), ki jo je Tretji univerzal razglasil za zemsko središče upravnoteritorialne enote Čerkasijsko ozemlje (Черкаська земля).
Med prvo ukrajinsko-sovjetsko vojno se je mesto znašlo na bojnem območju. 6. januarja 1918 je rdeči odred Kudinskega, ki je prispel iz Rusije, premagal ukrajinsko obrambo na mejni postaji Hutir-Mihajlivski in vstopil v Černigovščino. Odred Kudinskega odred je imel nalogo, da se prebije skozi Čerkasi na Desnobrežno Ukrajino in doseže Kijev z juga Fastiva, vendar naloga ni bila opravljena. 28. januarja je Moskovski revolucionarni odred (del čet Muravjova), ki je napredoval vzdolž železnice iz Hrebinke, zavzel Čerkasi in vstopil v zaledje UNR. Toda 12. marca so ukrajinske oblasti med protiofenzivo ponovno zavzele mesto.
Z ustanovitvijo Ukrajinske države (Drugega hetmanata) pod vodstvom hetmana Pavla Skoropadskega je Čerkasi postal del Kijevske gubernije. Med drugo ukrajinsko-sovjetsko vojno je dokončno padel pod nadzor boljševikov. 16. januarja 1918 so Čerkasi zasedli boljševiki, 18. januarja pa je bil ustanovljen krajevni Sovjet delavskih, vojaških in kmečkih poslancev. Konec januarja je bil ustanovljen Revolucionarni odbor, ki ga je vodil Zolotarev. Spomladi so čete ukrajinske države Skoropadskega vzpostavile nadzor nad mestom. Januarja 1919 je bila v mestu ponovno vzpostavljena boljševistična okupacija, maja pa je oblast prešla v roke čet Nikiforja Grigorjeva. Ustrelili so veliko boljševikov, med njimi Feofana Iljina in Stepana Verboveckega. Med prvimi osvobodilnimi vojnami je mesto več kot desetkrat zamenjalo lastnika, bilo je obstreljeno in uničeno, več tisoč prebivalcev pa je postalo žrtev bojev in terorja.

### Sovjetska okupacija Ukrajine

#### Zgodnja ZSSR
1. januarja 1920 je Čerkasi dokončno in za dolgo časa prišel pod sovjetsko oblast. Leta 1923 je postal središče Čerkasijskega okrožja (округ), od leta 1927 pa središče Ševčenkivskega okraja (округа) in rajona. Po ukinitvi okrožij leta 1930 je mesto ostalo središče rajona, ki je bil od leta 1932 del Kijevske oblasti. Kot vsa mesta in vasi na tem območju je tudi Čerkasi med letoma 1932 in 1933 preživel umetno povzročeno lakoto (gladomor) in med letoma 1936 in 1938 stalinistične represije.

#### Druga svetovna vojna
Druga svetovna vojna je mestu povzročila veliko škodo in nepopravljive izgube. 22. junija 1941 so nemška letala bombardirala mesto. Železniška postaja in mostovi čez Dneper so bili uničeni. Avgusta 1941 so se nemške čete približale mestu. V zavzetje Čerkasija so poslali pehotno divizijo SS, romunske in italijanske enote, motorizirani bataljon in tankovske enote. Sovjetski 196. in 116. strelska ter 212. motorizirana divizija sta napad odbili in organizirali ofenzivo vzdolž avtoceste Čerkasi-Smila, s čimer sta Nemce potisnili nazaj v vas Bilozirija. 22. avgusta, potem ko je Rdeča armada uničila mostove čez Dneper, so Nemci vstopili v mesto. V čerkasijskih gozdovih je deloval partizanski odred pod vodstvom F. R. Savčenka. V juliju in avgustu 1943 so bile v mestu organizirane ilegalne sabotažne skupine. Konec septembra so se enote Rdeče armade približale Dnepru. Naloga prečkanja reke je bila zaupana 52. armadi 2. ukrajinske fronte pod poveljstvom generalpodpolkovnika Konstantina Korotejeva. 25. septembra sta bili v bližini mesta izkrcani 3. in 5. zračnodesantna brigada, ki sta se pridružili partizanom. Prečkanje Dnepra se je začelo 13. novembra, vojski je poveljeval general armade Nikolaj Vatutin. 14. decembra 1943 je bil Čerkasi osvobojen nemških napadalcev in je do konca zime padel pod sovjetski nadzor.

### Povojno obdobje
Po koncu vojne si je mesto začelo opomogati, potem ko je bilo skoraj uničeno. V skladu s petletnimi načrti je mesto začelo ponovno razvijati svoje gospodarstvo, infrastrukturo in družbenokulturno sfero. Leta 1954 je mesto postalo upravno središče novo ustanovljene in najmlajše Čerkasijske oblasti Ukrajinske SSR. Vodilne industrije oblastnega središča, ki so se oblikovale v času obstoja oblasti, so bile kemična, strojna, instrumentalna, predelovalna in živilska industrija. Leta 1958 je bilo ustanovljeno združenje (об'єднання) »Čerkasizalizobeton« kot obrat za proizvodnjo armiranobetonskih izdelkov, konstrukcij in gradbenih materialov. Združenje je v letih svojega obstoja razvilo različna področja v gradbeništvu, kar je privedlo do njegove reorganizacije v Skupino podjetij »Dobrobud«. V novem podjetju je bila ustvarjena močna proizvodna baza, ki je omogočila oskrbo gradnje z materiali in konstrukcijami ter vozili in mehanizmi. Z razvojem kemične industrije v 1960-ih se je Čerkasi postopoma preoblikoval iz središča lahke industrije v kemičnega velikana. Leta 1961 je bila zgrajena največja tovarna dušikovih gnojil v Ukrajini »Azot«, sledili so ji »Himvolokno« (obrat za proizvodnjo umetnih vlaken, drugo največje za černigovskim), »Himreaktiv« (kemični reagenti za vojaške namene) in več manjših. Leta 1961 je bil z izgradnjo Hidroelektrarne Kremenčuk in nastankom Kremenčuškega akumulacijskega jezera čez novo nastalo Čerkasijsko morje zgrajen najdaljši nasip v Ukrajini z mostom, dolgim 15 km. Zaradi tega je mesto postalo veliko prometno središče.

### Neodvisnost od Sovjetske zveze

#### Konec 20.–začetek 21. stoletja
Po osamosvojitvi Ukrajine se je gospodarstvo mesta preusmerilo. Industrija se je zmanjšala, skupaj s številom prebivalcev in življenjskim standardom. Tako je prenehalo obratovanje več proizvodnih obratov, zlasti rafinerija sladkorja, tovarna Petrovskega (bolj znana kot »Mašbud«) in Čerkasijski lesnopredelovalni obrat (DOK). Čeprav so bila ta podjetja privatizirana, novi lastniki niso mogli prilagoditi svojega poslovanja novim gospodarskim razmeram in so šli v stečaj. Podobna usoda je doletela nekoč mogočna podjetja vojaško-industrijskega kompleksa (VPK) »Impuls«, »Priladobudivni zavod«, »Zavod STO«, »Fotoprilad«, »Radiozavod«, ki so bila v letu 2010 v stanju nedejavnosti in razpadanja. V istem obdobju se je začel upad kemične industrije. »Himvolokno« se je zaprl, »Himreaktiv« pa je znatno zmanjšal svoje zmogljivosti. Leta 2015 je med kemičnimi proizvajalci v Čerkasiju stabilno posloval le še PrAT »Azot«.
Po drugi strani pa so se stvari izboljšale v panogah, kjer so na vodstvo prišli daljnovidni poslovneži in katerih izdelki so se izkazali za potrebne v novih gospodarskih razmerah. Tako se je v podjetju NVO »Rotor«, ki je bilo ustanovljeno v letih perestrojke, kljub težkim razmeram, stečaju in prodaji premoženja podjetja na svojem industrijskem območju začela intenzivno razvijati avtomobilska industrija. Leta 2005 je bil zgrajen prvi obrat korporacije »Bogdan« za sestavljanje osebnih avtomobilov. Leta 2010 so bili v Čerkasiju 3 veliki obrati te korporacije, ki sestavljajo avtobuse, avtomobile in tovornjake (zaradi krize niso delovala), ter več podjetij, ki so neposredno povezana z avtomobilsko industrijo. Tako se je Čerkasi iz »kemičnega velikana«, kakršen je postal v sovjetskih časih, v sodobnem času preobrazil v ukrajinsko središče avtomobilske proizvodnje. V mestu še vedno deluje več podjetij živilske in lahke industrije.
28. novembra 2008 so z osrednjega trga v mestu (pred stavbo Čerkasijske oblastne državne uprave (OGA) na Stolničnem trgu razstavili spomenik Vladimirju Leninu, čemur je sledilo uničenje skulpture, kar je povzročilo dvoumen odziv mestne javnosti. Sedaj se osrednji trg, prej imenovan »Leninov trg«, imenuje »Stolnični trg« (Soborni trg). Trg so pred kratkim prenovili. V letih ukrajinske neodvisnosti se je arhitekturna podoba Čerkasija spremenila, vendar se vse nove stavbe niso ujemale z mestno krajino, ki se je razvila v 20. stoletju.
Finančna in gospodarska kriza v Ukrajini konec 2000-ih je močno vplivala na gospodarstvo Čerkasija. Razvojne trende je nadomestila stagnacija, kar je prizadelo zlasti najuspešnejši industrijski sektor mesta – avtomobilsko industrijo.
Leta 2009 je Letališče Čerkasi prejelo status mednarodnega letališča (IATA: CKC – ICAO: UKKE).
Do 18. julija 2020 je bil Čerkasi mesto oblastnega pomena in je pripadal Mestni gromadi Čerkasi, ne pa tudi Čerkasijskemu rajonu, čeprav je bil njegovo središče. Kot del upravne prenove Ukrajine, ki je zmanjšala število rajonov Čerkasijske oblasti na štiri, je bilo mesto združeno s Čerkasijskim rajonom.

#### Rusko-ukrajinska vojna
Z začetkom ruske invazije na Ukrajino leta 2022 se mesto ni znašlo na fronti ali v frontnem območju, temveč je bilo občasno podvrženo zračnim napadom in napadom z manevrirnimi izstrelki ruske vojske. Tako sta 26. junija Čerkasijski rajon zadeli dve raketi, pri čemer je bila ena oseba ubita, pet ranjenih in poškodovana infrastruktura. 29. junija je bil aretiran meščan, ki je ruskim okupatorjem, zlasti specialni službi FSB, za denarno nagrado posredoval informacije o lokaciji nadzornih točk in koordinatah mostu čez reko Dneper.
21. septembra 2023 so mesto Čerkasi ponovno zadele štiri rakete. Zelo verjetno je, da so ruske sile mesto napadle z izstrelki zrak-zemlja H-101, ki jih izstreljujejo strateški bombniki. Zaradi tega je bil hotel »Centralni« delno uničen. Enajst ljudi je bilo poškodovanih, od tega šest hospitaliziranih.
Med vojno se je aprila 2022 v Čerkasi zaradi vojne začasno preselilo približno 70.000 notranje razseljenih oseb. Prav tako je bila v mesto preseljena Slovjanska tehniška šola za elektrotehniko.

## Uprava in delitev

### Mestna rada
Čerkasijsko mestno rado sestavlja 42 poslancev, ki jih mestna gromada izvoli za mandat 5 let. Od leta 2015 je v Čerkasijski mestni radi 6. sklica zastopanih 8 političnih sil:
| stranka                                 | število |
| --------------------------------------- | ------- |
| Stranka svobodnih demokratov (PVD)      | 8       |
| Blok Petra Porošenka »Solidarnost«      | 6       |
| Vseukrajinsko združenje »Batkivščina«   | 6       |
| Vseukrajinsko združenje »Čerkaščani«    | 6       |
| Vseukrajinsko združenje »Svoboda«       | 5       |
| Združenje »Samopomoč«                   | 5       |
| Ukrajinsko združenje domoljubov »UKROP« | 4       |
| Radikalna stranka Olega Ljaška          | 3       |

Tajnik mestne rade Čerkasija je Oleksander Raducki, izvršni odbor (vikonkom) pa sestavlja 9 članov.
Mestni radi Čerkasija je podrejeno 9 oddelkov, od katerih je vsak odgovoren za določeno področje mestnega življenja: oddelek za upravljanje zadev; oddelek za urbanistično načrtovanje; oddelek za stanovanjske in komunalne storitve; oddelek za izobraževanje in humanitarno politiko; oddelek za proračunsko politiko; oddelek občinske inšpekcije; oddelek za zdravje; oddelek za socialno politiko. Vključuje tudi 10 uprav, 29 enot, upravo za državno registracijo poslovnih subjektov, pravno upravo, enoto za operativne storitve, enoto za patronažno službo, službo za otroke in pisarno mestne rade. V dveh mestnih rajonih (Sosnivski in Pridneprovski) in vasi Oršanec, ki sta podrejena mestni radi, je izvršilna oblast Čerkasijska mestna rada.

### Delitev mesta
Upravno je mesto razdeljeno na 2 mestna rajona: Pridneprovski in Sosnivski.

## Prebivalstvo
1. januarja 2022 je mesto imelo 269.836 prebivalcev, kar je 2.815 manj kot 1. januarja 2021. Po uradnih podatkih vseukrajinskega popisa prebivalstva je bilo leta 2001 v mestu 295,4 tisoč prebivalcev. 1. januarja 2005 je mesto imelo 293.271 prebivalcev, od tega 141.737 v Pridneprovskem rajonu in 151.534 v Sosnivskem rajonu. Od leta 2014 se število prebivalcev postopoma zmanjšuje zaradi naraščajoče stopnje umrljivosti, družbenogospodarskih razmer in procesa suburbanizacije v regiji. 1. oktobra 2015 je mesto imelo 284.479 prebivalcev.

### Narodnostna sestava
Po popisu prebivalstva leta 2001 so Ukrajinci predstavljali 83,31 % prebivalstva, Rusi 13,14 %, Belorusi 0,55 %, Judje 0,30 % in Armenci 0,16 %. 46,4 % je moških, 53,6 % žensk. Po podatkih občinskega oddelka za zdravstveno varstvo najstniki, mlajši od 14 let, predstavljajo 15 % prebivalstva, upokojenci pa 19 %, kar kaže na prevlado starajočih se državljanov v primerjavi z mlajšimi državljani.
| narodnost  | 1926 | 1939  | 1959 | 1989 | 2001 |
| ---------- | ---- | ----- | ---- | ---- | ---- |
| ukrajinska | 62,0 | 74,65 | 71,0 | 74,4 | 83,4 |
| ruska      | 8,6  | 8,44  | 21,2 | 20,6 | 13,1 |
| beloruska  | –    | –     | –    | –    | 0,55 |
| judovska   | 27,6 | 14,77 | 5,5  | 1,6  | 0,30 |
| poljska    | –    | 0,58  | –    | –    | –    |
| armenska   | –    | –     | –    | –    | 0,16 |

Glede na ankete, ki jih je leta 2017 izvedla družbena skupina »Rejting«, so Ukrajinci predstavljali 94 % prebivalstva mesta, Rusi pa 4 %.

### Jezikovna sestava
Dinamika maternega jezika prebivalstva Čerkasija po popisih prebivalstva (v %):
| jezik        | 1897 | 1926 | 1989 | 2001 |
| ------------ | ---- | ---- | ---- | ---- |
| ukrajinščina | 43,6 | 56,8 | 70,2 | 79,1 |
| ruščina      | 16,6 | 18,8 | 28,7 | 18,7 |
| hebrejščina  | 36,9 | 22,9 | 0,1  | 0,01 |

Porazdelitev prebivalstva po maternem jeziku glede na popis prebivalstva leta 2001:
| jezik        | število | delež   |
| ------------ | ------- | ------- |
| ukrajinščina | 231.441 | 79,05 % |
| ruščina      | 54.677  | 19,68 % |
| drugo        | 6.643   | 2,27 %  |
| skupaj       | 292.761 | 100 %   |

Ukrajinščina je glavni in edini uradni jezik mesta.
Glede na ankete, ki jih je leta 2017 izvedla družbena skupina »Rejting«, je 64 % prebivalcev mesta doma govorilo ukrajinsko, 19 % rusko, 15 % pa je govorilo ukrajinsko in rusko enakovredno.
Glede na anketo, ki jo je aprila in maja 2023 izvedel Mednarodni republikanski inštitut, je 80 % prebivalstva mesta doma govorilo ukrajinsko, 18 % pa rusko.
Glede na anketo, ki jo je aprila in maja 2024 izvedel Mednarodni republikanski inštitut, je 91 % prebivalcev mesta doma govorilo ukrajinsko, 37 % pa rusko (za razliko od ankete iz leta 2023, ki je omogočala več izbirnih odgovorov).
28. septembra 2023 je bil v Čerkasiju s sklepom mestne rade uveden moratorij na javno uporabo kulturnih izdelkov v ruskem jeziku.

### Spolna sestava
Glede spolne sestave prebivalstva je po popisu prebivalstva iz leta 2001 v mestu 137.500 moških in 158.700 žensk, kar predstavlja 46,4 % oziroma 53,6 %. V primerjavi z letom 1989 je bilo več moških (46,1 %) in manj žensk (53,9 %). Kar zadeva mestne rajone, v Sosnivskem rajonu živi 46,6 % moških in 53,4 % žensk (leta 1989 46,2 % oziroma 53,8 %), v Pridneprovskem rajonu pa 46,3 % moških in 53,7 % žensk (leta 1989 46 % oziroma 54 %).
Po podatkih mestnega zdravstvenega oddelka v Čerkasiju otroci, mlajši od 14 let, predstavljajo 15 %, upokojenci pa 19 %, kar kaže na staranje prebivalstva mesta. Od leta 2022 se je rodnost zmanjšala, umrljivost pa povečala. Če se je leta 2002 v Čerkasiju rodilo 2044 dojenčkov (0,69 % celotnega prebivalstva), se je ta številka leta 2021 zmanjšala na 1529 dojenčkov. Število smrtnih žrtev v letu 2021 je 4.344 ljudi.

## Gospodarstvo

### Industrija
Čerkasi je pomembno gospodarsko središče Ukrajine. Mesto je zastopano z različnimi industrijami, vendar je bil tradicionalno največji razvoj dosežen v kemični industriji, avtomobilski industriji in živilski industriji. Skupni prihodek, ki ga je ustvarila industrija Čerkasija leta 2007, je znašal skoraj 7.894,3 milijona ₴, kar je bilo 64 % celotnega dohodka Čerkasijske oblasti.
Glavna industrijska podjetja Čerkasija po industrijskih sektorjih so naslednja:
- kemična industrija: PrAT »Azot« (od leta 1964, največje podjetje v Ukrajini za proizvodnjo dušikovih gnojil),[g][58] obrat »Avrora« (proizvodnja barv in lakov), asfaltn obrat, ki je leta 2012 posodobil svojo materialno-tehnično bazo in zdaj mestu zagotavlja drobljenec in mastiks,[59][h] TOV »Čerkasijski avtokemični obrat«.[i]
- lahka industrija: svilarski kombinat »ČŠK« (od leta 1965, eden največjih v državi), tovarna oblačil Lesje Ukrajinke,[h] tovarna čevljev »Laventa«, proizvajalec medicinskih in osebno negovalnih izdelkov iz higroskopske bombažne gaze TOV »Vatfarm«, tovarni usnjene galanterije, valjanega filca, trikotažna tovarna »Ljubava«.
- strojna industrija: ZAT »Čerkasielevatormaš«,[j] 3 obrati korporacije »Bogdan« – obrat osebnih avtomobilov (montaža avtomobilov znamk »VAZ« in »Hyundai«[60]), obrat avtobusov (proizvodnja avtobusov znamke »Bogdan«[61]) in obrat tovornjakov (montaža tovornjakov znamke »Isuzu«), obrat za proizvodnjo opreme za živilsko industrijo PrAT »Temp«, obrat za izdelavo inštrumentov (v sovjetskih časih so tukaj izdelovali rezervne dele za lunarni rover Programa Lunohod), obrat NVK »Fotoprilad« (proizvodnja optičnih delov za vojaške tanke in vozila).[k]
- živilska industrija: destilarna TOV »Buasson Elit« Belveder Grup, podjetje za predelavo in mlinarstvo koruze TOV »Altera Acteka Miling Ukrajina«, mlečni kombinat »Jurija« (TM »Vološkove pole«),[l], tovarna slaščic »Svit lasočiv« (Svet dobrot), proizvodnja izdelkov pod blagovno znamko »Domašnje svjato« (Domači praznik)), konzervni kombinat korporacije »Veres« (od leta 1936, sedaj eden največjih v Ukrajini), mesnopredelovalni obrat »ČPK« (eden največjih v Ukrajini), več podjetij za pakiranje žit, 2 pekarni (proizvodnja izdelkov pod blagovno znamko »Formula smaku« (Formula okusa), mehanizirana pekarna TOV »ČerkasiHlib«).
- proizvodnja gradbenih materialov: skupina podjetij »DOBROBUD« (eno največjih gradbenih podjetij v Čerkasijski oblasti, specializirano za proizvodnjo gradbenih materialov, pa tudi za gradnjo stanovanjskih, poslovnih, pisarniških in industrijskih objektov), armiranobetonski obrat (ZBV), 2 obrata za proizvodnjo silikatnih opek (iz krajevnih surovin), podjetja za proizvodnjo gradbenih materialov (kovinskoplastična okna »Krug«, penasta plastika, gradbene mešanice itd.).
- lesnopredelovalna in pohištvena industrija: TOV »Marelli« (proizvodnja pohištva, vezanega lesa, lesa in vzmetnic blagovne znamke »Veneto«), več tovarn pohištva (Čerkasijska tovarna pohištva, »Romira«, »Lion«, »PM-plus« itd.) in lesnopredelovalna podjetja.
- druga podjetja: tovarna umetniških izdelkov, kombinat za gradnjo hiš, obrat kartonske embalaže (od leta 2008 ukrajinsko-avstrijsko podjetje, katerega odprtja se je udeležil avstrijski kancler), podjetje za sekundarne surovine »Čerkasivtorresursi« itd.

### Promet in transport

#### Javni prevoz
Mestni javni prevoz predstavljajo trolejbusi in medkrajevni minibusi (od pomladi 2009, pred tem mestni avtobusi). Trolejbusni vozni park je eden najbolj razvitih v Ukrajini. Trolejbusi so začeli služiti mestu leta 1965 in zdaj obratujejo na 10 progah, od približno 6.00 do 23.00. Vozni park je star in ga večinoma sestavljajo vozila ZiU-9 in ZiU-10. Pred kratkim so se v mestu pojavili 3 novi trolejbusi (proizvajalca LAZ).
Minibuse predstavljajo predvsem avtobusi znamk »Bogdan«, »Etalon« in »PAZ«. Čerkasijski mestni avtobus je organ, ki nadzoruje avtobuse v mestu, sestavljen pa je iz več zasebnih izvajalcev in ti dejansko upravljajo prometni sistem. Do bližnjih vasi vozijo redne primestne avtobusne linije.
- Čerkasijski trolejbus LAZ E183
- Čerkasijski trolejbus ACSM-321
- PAZ-3206
- Avtobus Bogdan, izdelan v Čerkasiju, na ulici

#### Ceste
Čerkasi je zaradi svoje lege v središču države veliko prometno središče. Skozi mesto potekata dve pomembni avtocesti –  P10  Kaniv-Kremenčuk (regionalna cesta) in  H16  Zolotonoša-Uman (državna cesta), ki ju je zgradil novomirgorodski ŠED-722 pod vodstvom inženirja Stepana Kožumjake. Ceste so v slabem tehničnem stanju, vzdrževanje cest pa je slabo. Med Čerkasijem in Smilo, ki je del Čerkasijske aglomeracije, je zgrajena sodobna avtocesta evropske ravni – 2 pasova v nasprotnih smereh s širokim medianskim pasom, ponekod zasajenim z drevesi. Obvoznica je bila zgrajena in deluje okrog mesta.

#### Železnice
Skozi mesto poteka železnica, ki povezuje dve hitri avtocesti: Kijev–Harkov in Kijev–Dnipro. Železnica poteka čez nasip in most prek Kremenčuškega akumulacijskega jezera, ki je strateški objekt državnega pomena. Skozi Čerkasi poteka glavna proga Odesa-Moskva. Eno najpomembnejših železniških vozlišč v Ukrajini se nahaja 23 kilometrov od Čerkasija, v mestu Smila, kjer se križata železniški progi Kijev–Dnipro in Odesa–Moskva.
Železniška postaja Čerkasi je glavna železniška postaja (вокзал), ki služi mestu in zagotavlja redne povezave s sosednjima železniškima vozliščima, Smilo in Grebinko. Mesto ima tudi dve železniški postajališči (станція). Vse tri upravlja državno podjetje Ukrajinske železnice (PAT »Ukrzaliznicja«). Čerkasi ima redne povezave s sosednjimi mesti z majhnimi dizelskimi vlaki. Do velikih industrijskih podjetij so položili dodatne železniške tire za prevoz izdelkov.

#### Vodni in zračni promet
Zaradi ugodne lege Čerkasija na bregovih Kremenčuškega akumulacijskega jezera ima mesto rečno postajo in tovorno rečno pristanišče, prek katerega se prodajajo izdelki krajevnih podjetij. 19. septembra 2011 je bila rečna postaja po večletni obnovi uradno odprta. Prej obsežna rečna ladijska storitev po Dnepru z ladjami na hidrogliserjih Raketa ne obstaja več, kar omejuje rečni promet na tovorne in turistične ladje ter zasebna plovila za prosti čas.
Mednarodno letališče Čerkasi se nahaja na zahodnem robu mesta. Opravlja čarterske lete po Ukrajini, saj letališče Borispil v Kijevu opravlja večino mednarodnih letov Ukrajine. Poleg tega se letališče Čerkasi uporablja kot alternativno letališče za Borispil v primeru nepredvidenih razmer in slabih vremenskih razmer. Vzletnopristajalna steza letališča se po zmogljivosti za sprejem različnih vrst letal uvršča na 3. mesto v Ukrajini za kijevskima Borispilom in Žuljanijem. Tukaj lahko pristanejo vse možne vrste letal, tako potniška kot tovorna. Letališče je trenutno zaprto in ne opravlja potniških storitev.

## Izobraževanje
V starem predsovjetskem Čerkasiju je bilo več izobraževalnih ustanov, čeprav ni bilo visokošolskih ustanov. Vodilna izobraževalna ustanova v mestu v poznem 19. in začetku 20. stoletja je bila Prva ministerialna moška gimnazija, v dokončani stavbi katere sedaj domuje Glasbeni kolidž S. S. Gulaka-Artemovskega. In še sedaj nekatere »stare« šole še vedno zagotavljajo izobraževanje – na primer, v stavbi, zgrajeni na mestu zasebne Ženske gimnazije Samojlovske, uničene med drugo svetovno vojno, je zdaj največja šola v Čerkasiju – Specializirana šola št. 17 (pridružena šola UNESCO). Druga ženska gimnazija se je nahajala v stari stavbi (zgrajeni po načrtih znanega arhitekta Władysława Horodeckega) sedanjega Doma mladinske ustvarjalnosti. V 19. stoletju je bila v mestu še vedno župnijska šola – sedaj se na tem mestu nahaja Oblastna podružnica Nacionalne banke Ukrajine.

### Predšolsko, srednješolsko in zunajšolsko izobraževanje
V sodobnem Čerkasiju obstajajo različne vrste izobraževalnih ustanov – predšolske (vrtci), šole, tako splošne kot novejše, ter zunajšolske, tako v državni kot zasebni lasti. Poleg tega ima mesto veliko število visokošolskih ustanov različnih stopenj.
Sistem predšolskih ustanov v mestu predstavlja obsežna mreža jasli in vrtcev – 50 ustanov.
Srednješolske ustanove v Čerkasiju so zastopane tako s splošnoizobraževalnimi ustanovami (21 splošnoizobraževalnih šol in edina mestna večerna šola) kot s specializiranimi in ustanovami novega tipa (skupaj 14), ki vključujejo zlasti liceja (fizikalnomatematični in humanitarnopravni), gimnazije (3), specializirane šole (8), kolegij: - Prva mestna gimnazija, Mestna gimnazija št. 9 O. M. Lucenka, Mestna gimnazija št. 31, Kolegij »Bereginja«, specializirane šole: Št. 3, Št. 13, Št. 17, Št. 18, Št. 20, Št. 27, Št. 28 in Št. 33.
Med zasebne šole spadajo zasebne šole »Perlina«, Št. 770 in »Sofija«.
Zunajšolske izobraževalne ustanove v Čerkasiju predstavljajo Center za otroško in mladinsko ustvarjalnost, mestna postaja za mlade tehnike, Klub mladih mornarjev z lastno flotiljo in Center za turizem in šport (CTKSUM).

### Visokošolske ustanove
Visokošolsko izobraževanje v Čerkasiju zagotavlja obsežen sistem visokošolskih ustanov, tako javnih kot zasebnih. Visokošolske ustanove III.–IV. stopnje akreditacije vključujejo:
- Nacionalna univerza Bogdana Hmelnickega (ČNU), nudi izobraževanje na 47 specialnostih, vključno z: biologijo, ekonomijo, zgodovino in pravom, matematiko, psihologijo, informacijsko tehnologijo, filologijo, fiziko, kemijo, športno vzgojo; izvaja se izpopolnjevanje in prekvalifikacija osebja.[69]
- Državna tehnološka univerza (ČDTU), nudi izobraževanje na naslednjih specialnostih: finance, računovodstvo in revizija, ekonomika podjetja, organizacijski management, programska oprema za avtomatizirane sisteme, računalniški sistemi, radiotehnika, točne mehanske naprave, tehnologija strojništva, stroji in sistemi za rezanje kovin, industrijska in civilna gradnja, ekologija, kemijska tehnologija anorganskih snovi, uporabno jezikoslovje, ekonomska kibernetika, elektrotehnični sistemi porabe energije, načrtovanje, medicinski pripomočki, vodenje projektov.[70]
- Inštitut za bančništvo, podružnica Univerze za bančništvo Nacionalne banke Ukrajine (Kijev)
- Inštitut za požarno varnost herojev Černobila Nacionalne univerze za civilno zaščito Ukrajine, visokošolska ustanova sistema Državne službe za izredne razmere Ukrajine (DSNS), ki usposablja reševalce in gasilce. Izobražuje se na naslednjih področjih: civilna zaščita, požarna varnost, varnost pri delu, psihologija, pravo.
- Medicinska akademija
- Vzhodnoevropska univerza Raufa Abljazova (SURA) (zasebna)[71]
- Nacionalna univerza »Pravna akademija v Odesi« (podružnica)

Med visokošolske ustanove I. in II. stopnje akreditacije spadajo:
- Državni poslovni kolidž
- Komercialnotehniška šola
- Glasbeni kolidž S. S. Gulaka-Artemovskega
- Kooperativni ekonomskopravni poklicni kolidž Univerze za ekonomijo in trgovino v Poltavi

### Knjižnice
Prva knjižnica v Čerkasiju je bila odprta 11. julija 1899 v dvonadstropni stavbi na številki 14 na sodobni Ulici Ostafija Daškoviča. Sprva je bila to majhna knjižnica, o kateri so pisali prestolniški časopisi. Od leta 1910 je knjižnica znatno razširila svojo knjižno zbirko na več tisoč zvezkov, ohranile pa so se tudi naročnine na večino prestolniških časopisov in revij. V ta namen je knjižnica uvedla plačljivo letno naročnino v višini 3 rubljev, mesečno naročnino v višini 30 kopejk in dnevno naročnino v višini 2 kopejk. Pedagogi in študenti so imeli pravico do prostega vstopa.
Sodobno mestno omrežje knjižnic v Čerkasiju vključuje Osrednjo mestno knjižnico Lesje Ukrajinke z oddelkom za bralce in podružnicami, Osrednjo mestno knjižnico za otroke s podružnicami, Oblastno univerzalno znanstveno knjižnico Tarasa Ševčenka, Oblastno mladinsko knjižnico Vasila Simonenka, Oblastno knjižnico za otroke in Oblastno znanstveno medicinsko knjižnico s podružnico.

## Zdravje
Najstarejša zdravstvena ustanova v mestu je bila povitna bolnišnica, odprta konec leta 1805 (njena naslednica je sodobna mestna bolnišnica št. 1). Njene glavne naloge so bile zagotavljanje zdravstvene pomoči vojski čerkasijskega »vojaško-kadrovskega moštva« in boj proti nalezljivim boleznim in epidemijam med krajevnim prebivalstvom. Bolnišnica je tedaj zasedala eno sobo navadne vaške hiše, ki je imela le 4 postelje za bolnike. Kasneje je bila na vogalu ulic Gogolja in Ostafija Daškeviča velika kamnita stavba okrajne bolnišnice (sedaj je tu reševalna postaja).
Sistem zdravstvenih ustanov v mestu vključuje mestne bolnišnice št. 1, št. 2 in št. 3; porodnišnici št. 1 in št. 2; bolnišnico za nalezljive bolezni, otroško bolnišnico, mestne poliklinike št. 2, št. 3 in št. 5, 2 zobozdravstveni kliniki za odrasle in otroke, Center za matere in otroke. Obstaja tudi oddelek za družinsko medicino in zasebne zdravstvene ustanove (na primer »Ajbolit«).
Leta 1931 je bila v Čerkasiju ustanovljena prva reševalna postaja. Sprva so za klice uporabljali konjsko vprego, kasneje pa so opremili kočijo, v kateri so lahko prevažali posteljne bolnike. Leta 1935 je reševalna postaja dobila motorni voz, nameščen na tovornjaku. Od leta 1975 do 1988 je postaja obstajala kot oddelek bolnišnice ŠMD in 3. mestne bolnišnice. 1. januarja 1987 je bila postaja reorganizirana v samostojno ustanovo.
Na ozemlju mesta so tudi rajonske in oblastne zdravstvene ustanove. Predvsem v Sosnivki je oblastna bolnišnica, ki zaseda eno prvih mest v Ukrajini glede na razvoj medicine. Otroška oblastna bolnišnica je sedaj začela sprejemati prve paciente.

## Komunikacije in množični mediji
Ker je mesto pomembno poslovno in gospodarsko središče z veliko populacijo, ima Čerkasi visoko raven medijev. Medijski trg oskrbuje več krajevnih televizijskih postaj, časopisov in mnogih radijskih postaj.

### Tiskani mediji
- »Antena«[79]
- »Večirni Čerkasi«[80]
- »Akcent«
- »7 dniv Čerkasi«
- »Molod Čerkaščini«
- »Nova Molod Čerkaščini«
- »Nova Doba«
- »Misto«
- »Čerkaski kraj«[81]
- »Novini tižnja«
- »IJUT«
- »Gubernski Vidomosti«
- »Čerkasski kurer«
- »Aviso-Čerkasi«
- »Ot i Do«
- »Škilna Originalna Klasna«
- »Altajir«

### Krajevni radiotelevizijski operaterji
Čerkasi ima 5 televizijskih postaj. Mesto je pokrito tudi z vsedržavnim oddajanjem kanalov, kot so 1+1, Inter, ICTV, STB, TET itd.
- »Antena«
- »Vikka«
- kabelska »Ekspo-TV«
- »Ildana«
- »Suspilne Čerkasi«

### Radijske postaje FM
Mestne radijske postaje so večinoma nacionalna omrežja, ki oddajajo na krajevnih frekvencah, čeprav obstajajo tudi nekatere krajevne postaje. Med radijskimi postajami FM so Kiss FM, Hit FM, Lux FM, Radio ROKS, Šljager FM, Ros', Era FM, Love Radio, 101Dalmatin in Dobre Radio.
| št. | frekvenca [Mhz] | ime                                         | moč [kW] | naslov stolpa         | oddajnik |
| --- | --------------- | ------------------------------------------- | -------- | --------------------- | -------- |
| 1   | 88,3            | Radio Kultura                               | 0,5      | Pantelejmona Kuliša 2 | ČFKRRT   |
| 2   | 90,6            | Krajina FM                                  | 0,25     | Sumgajitska 8/2       | Truba    |
| 3   | 91,0            | Radio Relax                                 | 1        | Pantelejmona Kuliša 2 | ČFKRRT   |
| 4   | 91,4            | Ukrajinski radio / Ukrajinski radio Čerkasi | 1        | Pantelejmona Kuliša 2 | ČFKRRT   |
| 5   | 92,1            | Perec FM                                    | 0,25     | Sumgajitska 8/2       | Truba    |
| 6   | 98,6            | Radio Promin                                | 1        | Pantelejmona Kuliša 2 | ČFKRRT   |
| 7   | 100,2           | Radio Pjatnica                              | 0,25     | Sumgajitska 8/2       | Truba    |
| 8   | 100,6           | Armija FM                                   | 0,25     | Sumgajitska 8/2       | Truba    |
| 9   | 101,0           | Radio »Maksimum«                            | 1        | Pantelejmona Kuliša 2 | ČFKRRT   |
| 10  | 101,6           | Avtoradio                                   | 1        | Sumgajitska 8/2       | Truba    |
| 11  | 102,4           | Radio ROKS                                  | 1        | Pantelejmona Kuliša 2 | ČFKRRT   |
| 12  | 102,9           | Naše radio                                  | 1        | Sumgajitska 8/2       | Truba    |
| 13  | 103,3           | Radio NV                                    | 1        | Pantelejmona Kuliša 2 | ČFKRRT   |
| 14  | 103,7           | Radio Bajraktar                             | 1        | Pantelejmona Kuliša 2 | ČFKRRT   |
| 15  | 104,1           | Hit FM                                      | 0,5      | Pantelejmona Kuliša 2 | ČFKRRT   |
| 16  | 104,5           | Melodija FM                                 | 1        | Pantelejmona Kuliša 2 | ČFKRRT   |
| 17  | 105,0           | Kiss FM                                     | 0,5      | Pantelejmona Kuliša 2 | ČFKRRT   |
| 18  | 106,1           | Lux FM                                      | 1        | Pantelejmona Kuliša 2 | ČFKRRT   |
| 19  | 107,1           | DJFM                                        | 0,5      | Pantelejmona Kuliša 2 | ČFKRRT   |
| 20  | 107,5           | Šljager FM                                  | 0,1      | Pantelejmona Kuliša 2 | ČFKRRT   |

### Internet in telekomunikacijske storitve
Poslovanje IT zastopajo podjetja: uCoz, InfoLand, In-Agro, QATestLab, SPD-Ukraine, ChallengeSoft.
V Čerkasiju deluje več ponudnikov programske opreme, ki distribuirajo televizijske programske pakete prek mestnih kabelskih omrežij. Doseg in občinstvo ponudnikov sta se v zadnjih letih bistveno spremenila. Najmočnejši ponudnik je McLaut, v mestu pa delujeta tudi »Fregat« in »Volja«. »Kijivstar« je selektivno zastopan tudi v visokih stavbah.

## Šport
Čerkasi je športno mesto, znano po svojih nadarjenih športnikih, olimpijskih prvakih in zmagovalcih prestižnih športnih tekmovanj, ki zastopajo Ukrajino na mednarodnem prizorišču.
V 1950-ih in 1960-ih se je v mestu uspešno razvijal šport – krajevna športna moštva so zmagovala na mednarodnih tekmovanjih. Tako je nogometno moštvo »Dnipro« postalo prvak Ukrajine med amaterji in si priborilo pravico do tekmovanja na prvenstvu ZSSR, žensko rokometno vzgojno moštvo »Burevisnik« pa je osvojilo bronasto medaljo prvenstva ZSSR. V zgodnjih 1970-ih se je v mestu močno razvilo veslanje. Na XVIII. poletnih olimpijskih igrah v Tokiu leta 1964 je Čerkasi predstavil svojega prvega olimpijskega prvaka, Andrijo Himiča, kanuista. V 1980-ih in 1990-ih je odbojka postala še posebej priljubljena med prebivalci mesta. Posledično je bilo ustanovljeno moško odbojkarsko moštvo »Azot«, večkratni zmagovalec prvenstva ZSSR v odbojki in zmagovalec pokala ZSSR v odbojki, usposobljenih pa je bilo tudi 7 mojstrov športa mednarodnega razreda.
Že med neodvisnostjo, v obdobju 1990–2000, je žensko odbojkarsko moštvo »Himvolokno-Krug« osvojilo pokal Ukrajine in osvojilo nagrade v Superligi ukrajinskega prvenstva. Trenutno mestni profesionalni športni klubi, vključno s košarkarskim moštvom »Čerkaski Mavpi«, nastopajo z različnim uspehom. Leta 2011 je žensko odbojkarsko moštvo »Krug« prenehalo obstajati, leta 2012 pa je bil zaprt tudi moški klub »Impeksagro Sport Čerkasi«. Maja 2009 je edini profesionalni nogometni klub v mestu, »Dnipro«, prenehal obstajati. Na njegovo mesto je prišel NK »Slavutič«. Kasneje so klubu vrnili ime »Dnipro«, vendar s predpono »Čerkasijski«. V sezoni 2015/2016 in v sezoni 2016/2017 je klub igral v Prvi ligi ukrajinskega prvenstva.
Vodilne športne organizacije v mestu so športna društva »Ukrajina«, »Spartak« in »Dinamo«, športni šoli SDJuSŠOR in DJuSŠ »Olimpija«. Fakulteta za telesno vzgojo Nacionalne univerze v Čerkasiju vsako leto izobrazi do 100 specialistov.
Športno življenje mesta se odvija na prizoriščih športnih objektov. To so predvsem stadiona »Arena Čerkasi« in »Spartak«, postaja za vodne športe, fizkulturnorekreakcijski kompleks, športne palače »Spartak«, »Ukrajina« in druge, športni kompleks »Budivelnik« (z boksarskim ringom), bazeni »Astra«, »Central«, »Sokil« in 2 pokriti ledeni drsališči. V jugozahodni soseski je načrtovana gradnja ledene palače. Na bregovih reke Dneper so bili zgrajeni športnozabaviščni centri »Selena«, »Bočka«, »Sportohota« itd.
Vsako leto se v Čerkasiju odvija več kot 200 športnih dogodkov, tekmovanj, natečajev in turnirjev, ki se jih udeleži do 10.000 otrok, mladostnikov in odraslih iz mesta ter gostov. Nekatera tekmovanja, ki so bila organizirana v zadnjem času, vključujejo:
- Evropsko prvenstvo v powerliftingu za ženske leta 1998 je privabilo dvigovalke iz vse Evrope.[88]
- tekmovanja Ukrajinskega pokala v akvabajku leta 2008 so potekala v Zabaviščnem kompleksu »Bočka«. Tekmovanj so se udeležili akvabajkerji iz Čerkasija, Odese, Kijeva in tedanjega Dnipropetrovska.
- tekmovanja v jahtah za Pokal Kremenčuškega rezervoarja leta 2008 so potekala v jahtnem klubu »Parus« med mesti, ki se nahajajo ob Kremenčuškem akumulacijskem jezeru. Na tekmovanjih je sodelovalo 27 posadk iz Svitlovodska, Kremenčuka, Čerkasija in tedanjega Komsomolska.
- Ukrajinsko prvenstvo v odbojki na mivki leta 2008 je potekalo na odbojkarskih igriščih kompleksa »Ribka«.
- Vseukrajinski festival moderne koreografije »Vesnjanij viter« se v mestu odvija spomladi od leta 1997, od leta 2003 pa pod pokroviteljstvom mestnega župana za Pokal župana Čerkasija.
- Zveza za hokej na travi je začela delovati leta 2007. Trenutni predsednik zveze je Vitalij Volodimirovič Loginov. Čerkasijski pokal. Pisarna Zveze se nahaja v Čerkasiju (med letoma 1982 in 1986 je v Čerkasiju delovalo prvo žensko moštvo hokeja na travi »Trudovi rezervi« (na podlagi SPTU št. 8, trenerja V. I. Nazarenko, O. M. Sajenko). Med letoma 1982 in 1986 je v Čerkasiju delovalo prva moško moštvo hokeja na travi (na podlagi Inštituta za telesno vzgojo Pedagoškega inštituta v Čerkasiju, trener V. I. Nazarenko). Sedaj se moštva razvijajo na podlagi ŠVSM in »KDJuSŠ št. 1, Celovite otroške in mladinske športne šole št. 1 Čerkasijske mestne rade.
- Ukrajinsko prvenstvo v karateju po različici FSKA, ki ga organizira Zveza Funakoši Šotokan Ukrajine s sedežem v Čerkasiju, peto prvenstvo pa je bilo v mestu leta 2008.
- teniško tekmovanje Davisovega pokala – leta 2008 so na igriščih Športnega kompleksa »Selena« potekala tekmovanja 2. skupine evroafriške cone.
- mestno šahovsko prvenstvo.[89]
- Prvenstvo Čerkasija v triatlonu.[90]
- Ukrajinsko dvoransko lokostrelsko prvenstvo med kadeti.[91]
- Prvenstvo Čerkasijske oblasti v sumu.[92]
- Prvenstvo Čerkasijske oblasti v judu.[93]
- Vseukrajinsko prvenstvo v sabljanju.[94]
- turnir v fitnesu Odprtega pokala Čerkaščine »Rizdvjani kanikuli«.[95]
- Ukrajinsko prvenstvo in tradicionalna Odprta oblastna tekmovanja v spomin na V. Sinjebrjuhova.[96]

Drugi športni dosežki so:
- Čerkasi je dom nogometnega kluba »Dnipro«.
- Čerkasi je dom košarkarskega kluba »Čerkaski Mavpi«.
- Čerkasi je dom odbojkarskih klubov »Krug«, Zlatogor Zolotonoša Čerkasi (ženski) in »Impeksagro Sport Čerkasi« (moški). Vsi igrajo na evropskih turnirjih 2008/2009.
- Čerkasi je zastopan v Ukrajinski zvezi za bendi in rink bendi.[97]

V zadnjih letih so se v mestu pojavili podporniki novih športov. Tako je bila leta 2006 v Čerkasiju ustanovljena oblastna zveza za bejzbol in softbol. Čeprav vključuje le otroška moštva, so se že uspeli uveljaviti po vsej Ukrajini. Leta 2009 je moštvo prejelo II. mladinsko kategorijo. Na pobudo predsednika zveze je mesto junija 2010 gostilo 11. ukrajinsko prvenstvo v bejzbolu med moštvi otroške lige. Leta 2007 je bila ustanovljena Čerkasijska oblastna hokejska zveza, ki jo je vodil Jevgenij Imas.
Tudi otroška košarka se v Čerkasiju hitro razvija. Sedaj ima klub »Čerkaski Mavpi« šest otroških moštev, ki tekmujejo na ukrajinskih prvenstvih. To so moštva, kot so: »Čerkaski Mavpi-01«, »Čerkaski Mavpi-00«, »Čerkaski Mavpi-99«, »Čerkaski Mavpi-98«, »Čerkaski Mavpi-97« in »Čerkaski Mavpi-96«. Ta moštva se že soočajo s precejšnjimi izzivi v ukrajinskih prvenstvih in Evropski mladinski ligi. »Čerkaski Mavpi-96« so trikrat zapored postali prvaki Ukrajine, v sezoni 2011–2012 pa jim je uspelo osvojiti peto mesto v superfinalu Evrolige! Posledično je šest igralcev iz tega moštva in glavni trener Maksim Mihelson tvorilo hrbtenico ukrajinskega kadetskega moštva, ki je sodelovalo na »EuroBasketu 2012«.

## Kultura in rekreacija
Čerkasi so pomembno kulturno in izobraževalno središče z več gledališči, oblastno filharmonijo, tremi kinodvoranami, mnogimi muzeji in klubskimi kulturnimi ustanovami. Za prebivalce mesta so zgradili 3 pokrita drsališča. Prebivalci Čerkasija se lahko sprostijo v mnogih velikih parkih in trgih ter obiščejo krajevni živalski vrt. Čerkasi je eno redkih mest v Ukrajini, ki je imelo svoj planetarij.

### Muzeji
Največji muzeji v mestu so:
- Oblastni krajevnozgodovinski muzej – glavna zbirka gradiva in predmetov iz narave in zgodovine, etnografije, kulture in sočasnosti Čerkaščine. Eden največjih muzejev krajevne zgodovine v državi.
- Muzej »Kobzarja« T. G. Ševčenka – edini muzej na svetu, posvečen eni sami knjigi.
- Oblastni umetnostni muzej – velik muzej, ki skozi vse leto redno gosti različne razstave različnih ravni.
- Literarni in spominski muzej Vasila Simonenka.
- Muzej ukrajinskega rušnika – ustanovljen v začetku 1990 na Nacionalni univerzi v Čerkasiju, na pobudo in pod vodstvom univerzitetne profesorice Svitlane Kitove. Razstava je leta 2011 vsebovala več kot 500 vezenih rušnikov (рушник) iz poznega 19. in začetka 20. stoletja, predvsem iz Pridneprja. Enaka količina je še vedno shranjena v skladiščih tega edinstvenega muzeja.[102]
- Narodni muzej herojev Černobila Inštituta za požarno varnost v Čerkasiju – ponos muzeja so osebni predmeti herojev Sovjetske zveze, diplomantov izobraževalne ustanove Volodimirja Pravika in Viktorja Kibenoka. Predstavljene so tudi osebne stvari heroja Sovjetske zveze Leonida Teljatnikova in likvidatorjev nesreče junija 1986 med pripadniki Čerkasijske združene gasilske enote civilne zaščite.

### Gledališča in glasba
Gledališko življenje v Čerkasiju se je začelo leta 1897 v Zolotonošu z odprtjem gledališča v čajnici, leta 1904 pa je bila v Umanu ustanovljena gledališka skupina. Čerkasi ni imel svojega gledališča, skupine pa so svoje igre uprizarjale na odrih bogatih prebivalcev. Tako je trgovec Žitomirski več sezon zapored zagotavljal oder lastne hiše za oglede (sedaj se na mestu njegove hiše nahaja Medicinska akademija). Kasneje je bil za predstave opremljen cirkus Fastivskega, lesena konstrukcija na mestu sodobne veleblagovnice Centralna tržnica na Gogoljevi ulici. Leta 1900 je tu nastopila Marija Zankovecka. Leta 1902 je podjetnik Ivan Jarovij zgradil gledališče na Dubasivski ulici (sedaj Hreščatik). Vendar je med rusko državljansko vojno pogorelo. Predstave so potekale na odru Narodnega doma, ki se je nahajal nasproti vhoda na Centralno tržnico z Ulice Blagovisne. Leta 1909 so v mestu delovali dramski krožki »Hajdamaki«, »Ljubiteli« in kolektiv V. Nesterovskega. Leta 1920 je v mestu začelo delovati Dramsko gledališče Ivana Franka, prva predstava pa je bila Gogoljeva komedija Revizor leta 1921. Leta 1933 je skupina ljudi iz delavnice umetniškega združenja »Berezil« iz Žitomirščine v Čerkasiju ustvarila delavskokolhozno gledališče. To gledališče je bilo začetek sedaj znanega Čerkasijskega akademskega oblastnega ukrajinskega glasbenodramskega gledališča T. G. Ševčenka, ki je znano tudi zunaj Ukrajine. Prvi predstavi sta bili igri Maksima Gorkega Sovražniki in Aleksandra Puškina Boris Godunov.
V Čerkasiju delujejo naslednja gledališča:
- Čerkasijsko akademsko oblastno ukrajinsko glasbenodramsko gledališče T. G. Ševčenka
- Akademsko lutkovno gledališče
- Mladinsko gledališče »Sučasnik«
- ustvarjalna delavnica Tamare Gordove

Mesto ima svojo filharmonijo, ustanovljeno 11. junija 1955. Vključuje Čerkasijski državni častni ukrajinski narodni zbor (ustanovljen leta 1957), Čerkasijski mali simfonični orkester, Ansambel narodne glasbe »Rosava« (ustanovljen leta 1983) in trio »Verbena« (skupina je bila ustanovljena leta 1983).
Znane glasbene skupine v Čerkasiju so:
- Komorni zbor »Kanon« je kolektiv, ustanovljen leta 1991 kot ansambel za sakralno glasbo. Od leta 1994 deluje kot del ustvarjalnega združenja umetniških kolektivov Čerkasijske oblastne rade. Repertoar zbora vključuje dela domačih in tujih skladateljev od 16. stoletja do sedaj, dela kultne glasbe, izvirna dela, zborovske priredbe instrumentalnih del, pa tudi klasične in avantgardne priredbe ukrajinskih narodnih pesmi.
- Kapela banduristov je skupina, ki deluje kot del Združenja umetniških skupin Čerkasijske oblastne rade. Kapela vključuje skupine tako imenovanih »malih oblik« – moški kvartet, trio banduristov »Malvi« in »Čerkaščanki«.[103]
- Cherkasy Jazz Quintet (Čerkasijski jazz kvintet) je skupina, ki jo je leta 2003 ustanovil jazzovski glasbenik Sergij Krašeninnikov in izvaja glasbo v slogu hard bopa.

V mestu so tri sodobne kinodvorane:
- kino »Saljut« (pravzaprav stara stavba, ki sploh ni spremenila svojega namena – bila je prva mestna kinodvorana), Ulica Hreščatik 170
- kino »Ukrajina«, Smeljanska ulica 21
- nova v nakupovalnem središču (TBC) »Dnipro Plaza« na Mitnicji, Stalingrajska ulica 34.

Pomembno kulturno središče v mestu in arhitekturni okras Čerkasija je Palača kulture »Družba narodiv« (Prijateljstvo narodov). V njej delujejo mnoge kulturne, umetniške in ustvarjalne skupine Čerkasija. Leta 2012 je bila palača rekonstruirana. Otvoritev prenovljene Palače kulture je bila 8. septembra 2012 in je bila časovno usklajena s 50. obletnico ustanovitve čerkasijskega podjetja »Azot«. Tako sam kompleks kot trg pred njo sta tradicionalni prizorišči za različne kulturne dogodke. Pravzaprav je »Družba narodiv« glavni oder (koncertno prizorišče) mesta in oblasti, kjer nastopajo vsi znani izvajalci iz Ukrajine in sosednjih držav. Poleg tega je več palač in kulturnih domov, na primer Palača mladinske kulture v jugozahodnem rajonu mesta.
Med ustvarjalnimi skupinami, ki delujejo pri »Družbi narodiv«, katerih dejavnosti so znane ne le v mestu, ampak tudi v državi, so:
- zgledni amaterski plesni ansambel »Družba« je bil ustanovljen leta 1976. Vodja je zaslužna kulturna delavka Ukrajine Olga Zolotareva. Kolektiv sestavlja 200 otrok. Program vključuje plese narodov sveta, ukrajinske narodnein sodobne plese, koreografske skladbe, zgodbene plese in horodvode.
- zgledni fantovski zbor »Družba« je bil ustanovljen leta 1971. Vodja zbora je zaslužni kulturni delavec Ukrajine Petro Migda. Zbor šteje 100 ljudi (gostujoča skupina šteje 70 ljudi). Repertoar zbora vključuje: ukrajinsko folkloro, starodavne kozaške pesmi, ukrajinske narodne pesmi, pesmi iz vojne leta 1812 in nemško-sovjetske vojne, pesmi narodov sveta in otroške pesmi. Kolektiv aktivno gostuje po Ukrajini in tujini ter je prejel mnoge nagrade.
- ansambel dvoranskega plesa »Lileja« – vodji, zaslužna delavca kulture Ukrajine Valentin in Vira Frolov. V kolektivu je 54 ljudi. Kolektiv je večkratni udeleženec, nagrajenec in lavreat domačih in mednarodnih plesnih revij in tekmovanj;
- narodni amaterski šov-balet »Kapriz« je bil ustanovljen leta 1989. Vodja je Lilija Tihomirova. Število udeležencev je 75 ljudi. Program kolektiva vključuje plese različnih slogov. je udeleženec, nagrajenec in lavreat različnih tekmovanj.
- narodno amatersko gledališče koreografskih miniatur »Artanija« – režiser je Anatolij Ruban. Glavna zasedba gledališča je 18 ljudi. Repertoar vključuje ukrajinske in svetovne plese, plesna dela, ki temeljijo na sodobni koreografiji. Udeleženec različnih tekmovanj.
- komorni ansambel »Akvareli« je bil ustanovljen leta 1994. Vodja je Jevgen Grečka. Izvaja popularno klasično glasbo (kvarteti Mozarta, Vivaldija itd.), popularni jazz, lahko (estradno) pop glasbo in popularno narodno glasbo.

### Počitek in rekreacija
Čerkasi slovi kot zeleno mesto. V mestu je 25 parkov in trgov. Glavni parki so: Čerkasijski mestni park »Sosnovi Bir« (nacionalnega pomena), Park Peremogi (Park zmage) z živalskim vrtom, Stolnični park (prej Peršotravnevij), Park Kemikov, Dolina Trojand (Dolina vrtnic), Juvilejni park (Jubilejni park) in dva otroška parka. Nasproti mestne rade je postavljen smerokaz do čudes sveta, Ukrajine in oblasti.
Tradicionalna mesta za poletno rekreacijo in počivališče so plaže Dnepra na Kremenčuškem akumulacijskem jezeru. Obala mesta je dolga kar 15 kilometrov in je običajno predstavljena s peščenimi plažami. Infrastruktura plaž je trenutno v razvoju, čeprav je že zgrajenih več rekreacijskih kompleksov. 
Na južnem obrobju Čerkasija, v borovem gozdu nad Dneprom, se nahaja klimatsko letovišče Sosnivka. V borovem gozdu na severnem koncu mesta deluje sanatorij »Ukrajina«, v bližini pa so hotel s tremi zvezdicami »Ukrajina«, bovling klub »Kosmos-bouling« in športni hotel »Selena«.
V centru mesta je več hotelov različnih ravni. Med njimi: hotelski kompleks »Dnipro«, »Apelsin«, »Optima«.

### Festivali
Mesto je že vrsto let znano po tem, da gosti mnoge festivale. Čerkasi je že večkrat gostil glasbene festivale: »Skozi trnje do zvezd«, festivale jazz in rock glasbe »Čerkasijski dnevi jazza«. Tradicionalni festivali so tudi: »Moč boršča«, »Čerkasijska maslenica« (Черкаська Масляна), »Ivan in Marička«, »Čerkasijska sladkarija« (Черкаська Смакота), »Jagoda – užitek okusa«, ki potekajo v Dolini Trojand in Parku 50. obletnice. Leta 2016 se je začel akademski glasbeni festival »Glasbeni dogodki Ukrajine«.
V zadnjih letih je mesto začelo s festivalom ledenih skulptur »Križtal«, festivalom lesenih skulptur »Drevlandija« in festivalom kamnitih skulptur »Živi kamin«. Vzporedno s slednjim se v poletnem gledališču nadaljujejo »Čerkasijski pevski večeri«.
Od leta 2002 v predmestju Čerkasija poteka tradicionalni Mednarodni motoristični festival »Tarasova Gora«, ki vsako leto v prvih poletnih dneh zbere do več tisoč motoristov iz Ukrajine, Rusije in drugih evropskih držav, ter ZDA. To je največji motociklistični festival, ki je v zadnjih letih potekal v Ukrajini.
10. septembra 2011 je v enem od parkov v Čerkasiju potekal prvi večer animejev v Ukrajini.
Mesto gosti tudi glasbeni festival (ki ga sponzorira Pentax-Richo) z imenom »Takumar5555«, kar je stara blagovna znamka Pentax, in gledališko igro, posvečeno 55. obletnici neodvisnosti mesta.

## Religija
Pred oktobrsko revolucijo leta 1917 je bilo v Čerkasiju približno 20 cerkva. V centru, kjer se zdaj nahaja Čerkasijska oblasna državna uprava, je nekoč stala Stolnica svetega Nikolaja, okrog nje pa je bil Stolnični trg (Soborni majdan). Na najvišjem hribu v Čerkasiju, kjer se sedaj nahaja Spomenik slave, je nekoč stala Cerkev svete Trojice. Na pokopališču Trojice (med Frankovo in Puškinovo ulico) je bila pokopališka Cerkev Petra in Pavla. Poleg tega so bili v Čerkasiju moški in ženski samostani.
V sovjetskih časih je versko življenje v mestu upadlo. Čerkasi je po pričevanjih postal edino oblastno središče v celotni nekdanji ZSSR, kjer zaradi iztrebljanja duhovščine in uničenja cerkva v 1930-ih ni ostala niti ena sama cerkev. Z demokratizacijo javnega življenja konec 1980-ih je oživelo tudi versko življenje. Ker v mestu ni bilo ničesar za obnovitev, so vse cerkve v Čerkasiju novogradnje.

### Krščanske cerkve
Ukrajinska pravoslavna cerkev
- Stolnica svetega Mihaela je najvišja pravoslavna cerkev v Ukrajini. Najvišji zvonik v Evropi je trenutno v gradnji
- Stolnica svete Trojice
- Cerkev svete velike mučenice Barbare
- Cerkev svetega Anatolija
- Cerkev Marijine priprošnje
- kapela svetih Cirila in Metoda
- kapela Sergija Radoneckega in Vseh svetih ukrajinske dežele
- Cerkev svetega Nikolaja Čudotvorca
- Cerkev Kristusovega rojstva
- Cerkev rojstva Blažene Bogorodice
- Cerkev svetega apostola Andreja Prvoklicanega
- Cerkev v čast ikone Matere Božje »Nezgoreli grm«

Ukrajinska pravoslavna cerkev Moskovskega patriarhata
- Cerkev svetega apostola Luke
- Cerkev v čast ikone Matere Božje »Vsecarice«
- Cerkev svetega Janeza Bojevnika
- Cerkev svetega preobraženja[117]

Ukrajinska grškokatoliška cerkev
- Župnija svetega enakopravnega apostola kneza Volodimira
- Cerkev priprošnje Presvete Bogorodice (v gradnji)

Rimskokatoliška cerkev
- kapela oznanenja Presvete Device Marije[118]

Protestantska cerkev
V Čerkasiju je tudi približno 30 cerkva evangeličanske/protestantske smeri. Največje so:
- Evangeličanska baptistična cerkev (Prva baptistična cerkev) je ena najstarejših protestantskih cerkva v mestu.
- Cerkev Kristjanov evangeličanske vere
- Cerkev »Dobra vest«
- Cerkev kristjanov polnega evangelija »Beseda vere«
- Cerkev Milosti
- Cerkev »Dom evangelija«
- Cerkev »Novo življenje«
- Adventistična cerkev sedmega dne

Islam
- Muslimanska verska skupnost (del DUMU). 24. septembra 2023 je bil v Čerkasiju slovesni mavlid v zidovih nove molilnice.

## Arhitekturni videz in znamenitosti
Čerkasi je bil v svoji zgodovini večkrat uničen in obnovljen. Iz 19. stoletja je preživelo le nekaj stavb. Sistem ulic in trgov v starem delu mesta je eden redkih spomenikov mestne umetnosti Ukrajine 19. stoletja. Sodobne ulice in stavbe Čerkasija so organsko povezane z osrednjim delom mesta, ki ga je v začetku 19. stoletja načrtoval slavni arhitekt William Heste. Obsežen razvoj se je v mestu nadaljeval na začetku sovjetske dobe v skladu z generalnim načrtom iz leta 1932.
Čerkasi je bilo mesto, ki je zaradi uničenja med drugo svetovno vojno precej trpelo, še bolj pa zaradi vandalizma gradbenikov, ki so do konca 1930-ih porušili vse mestne verske objekte in mnoge javne in zasebne stavbe (slednje so bile porušene še v 1960-ih in bi lahko predstavljale zgodovinsko in arhitekturno vrednost).
V obdobju od 1950-ih do 1980-ih je bilo v mestu zgrajeno veliko znanih stavb:
- Hiša Sovjetov – 1959, arhitekt V. Štokmar
- Glasbenodramsko gledališče T. G. Ševčenka – 1964, arhitekti B. Kučer in drugi
- železniška postaja – 1965, arhitekt L. Čuprin
- stavba komunikacij – 1965, arhitekt S. Rec
- Hotel »Turist« – 1970, arhitekti N. Čmutina in drugi
- stavba politične vzgoje – 1973, arhitekt M. Černenko
- Palača kulture »Družba narodiv« – 1980, arhitekti L. Kondracki, M. Sobčuk in S. Fursenko[121]

Zato je Čerkasi regularno in moderno grajeno mesto, zahvaljujoč več rekonstrukcijam in prenovam v skladu s splošnimi razvojnimi načrti v povojnem obdobju – 1950 in 1962–1965 (zadnji razvoj je izvedel kijevski DIProMist). Vendar pa so v centru, zlasti na ulicah Hreščatik in Bajde Višneveckega, na posameznih območjih ohranjeni arhitekturni spomeniki starih stavb. Zgodovinske stavbe dopolnjujejo sodobne nakupovalne in poslovne stavbe. Sodobna vizitka mesta je nakupovalno središče »Citi-Centr«, zgrajeno leta 2008, kjer se nahaja pisarna kijevskega ponudnika interneta »Volja-Brodbend«. Gradnja prvega čerkasijskega 20-nadstropnega nebotičnika v mikrorajonu Mitnicja se zdaj zaključuje.
Leta 2018 je bil zagnan geoportal urbanističnega katastra mesta Čerkasi, na katerem se je možno seznaniti z urbanistično dokumentacijo, upravljanjem zemljišč, občinsko lastnino in drugimi prostorskimi podatki.

### Zgodovinski in arhitekturni objekti
V mestu so primeri javnih stavb iz poznega 19. in začetka 20. stoletja, ki večinoma predstavljajo eklekticizem:
- posamezne stavbe na Ulici Hreščatik, zlasti nekdanja Ščerbinova hiša. Bila je najrazkošnejša graščina predrevolucionarnega Čerkasija. V sovjetskih časih je bila znana kot »Palača sreče«, ker je bil v njej mestni matični urad. Hišo je leta 1892 zgradil čerkasijski podjetnik, inženir, grobar in izvajalec A. Ščerbina kot svojo lastno posest. Od leta 1970 do sedaj se stavba uporablja kot Poročna palača (matični urad).
- stavba nekdanjega hotela Slovjanski. Zgrajena je bila konec 19. stoletja s pomočjo podjetnika Skorine v modernističnem slogu z elementi psevdomedornizma V sovjetskih časih je bil to hotel »Dnepr«. Sedaj stavba pripada »Ukrsotsbank«.
- stavba sodobne oblastne filharmonije
- stavba nekdanje gromadske banke (1914, arhitekt Władysław Horodecki, modernistični slog) – sedaj uredništvo časopisa »Čerkaski kraj«[123]
- Hiša Cibulskih (Muzej »Kobzarja« T. G. Ševčenka). Ta zgodovinska stavba v centru mesta je bila zgrajena sredi 19. stoletja. V sovjetskih časih je bil tam odprt muzej ene knjige – Ševčenkove pesniške zbirke Kobzar.
- Lisenkova hiša – stavba nekdanje Prve glasbene šole, zgrajena na stroške grobarja Lisenka, kjer je bila leta 1914 vojaška bolnišnica. Kasneje sta bila tukaj mestni arhiv in krajevnozgodovinski muzej. Po drugi svetovni vojni je bila stavba preurejena v dramsko gledališče, kasneje pa v Častniški dom. V letih neodvisnosti je bila v stavbi uredništvo časopisa »Večirni Čerkasi«.
- Lisakova hiša – v 1870-ih jo je zgradil gradbeni mojster Lisak kot svoj dom. V začetku 20. stoletja so bile v njej delavnice Prve delavske šole, v letih 1930–1934 cestna tehnična šola, kasneje nepopolna srednja šola št. 15. V 1960-ih je bil v stavbi opremljen prvi mestni planetarij. Leta 2021 je bila stavba prodana gradbenemu podjetju »Nadija«.[124]
- Prva ministerialna moška gimnazija, Władysław Horodecki, 1903, sedaj Glasbeni kolidž S. S. Gulaka-Artemovskega. V drugi polovici 20. stoletja je stavba po izgradnji sodobnega prizidka postala dom glasbenega kolidža.
- Ženska gimnazija Horodeckega, Władysław Horodecki, 1903–1905, sedaj od osamosvojitve Mestni center za otroško in mladinsko ustvarjalnost
- Spomenik slave. Spominski kompleks s spomenikom »mati domovina« se nahaja na vrhu nekdanjega Grajskega hriba.[125] Na tem mestu so se nahajali starodavna kozaška utrdba in ostanki čerkasijske trdnjave. Leta 1977 so bila med gradnjo spomenika popolnoma uničena vsa arhitekturna in arheološka najdišča, čeprav je bila v bližini zgrajena nova četrta Stolnica svete Trojice.[126] Z vrha hriba se odpira panoramski razgled na Kremenčuško akumulacijsko jezero.
- Oblastni krajevnozgodovinski muzej – nahaja se v sodobni stavbi, zgrajeni leta 1985 v zgodovinskem centru mesta v bližini Spomenika slave. Trideset dvoran muzeja ponuja razdelke o naravi regije, arheologiji, etnografiji, zgodovini regije od 14. do začetka 20. stoletja ter sodobni zgodovini od leta 1917 do sedaj. Skupaj je približno 12 tisoč eksponatov.
- Akademsko lutkovno gledališče – nahaja se v osrednjem delu mesta, v stavbi, ki je arhitekturni spomenik 19. stoletja. Stavba je okrašena z mozaiki z junaki pravljic.

Sodobna arhitekturna in verska znamenitost mesta je Stolnica svetega nadangela Mihaela v Stolničnem parku, zgrajena v bizantinskem slogu v letih 1994–2002 po načrtih metropolita Čerkasijskega, škofa Sofronija, in je najvišja cerkev v Ukrajini.
- Stara vila
- Panorama z Griča slave
- Ščerbinova hiša (Poročna palača)
- Stavba Čerkasijske oblastne državne uprave (OGA) na Stolničnem trgu
- Stavba oblastne filharmonije
- Zgradba na Ulici Bajde Višneveckega 37
- Gasilskoreševalna postaja št. 2, Kavkaška ulica 237
- Hiperboloidni (vodni) stolp (Stolp Šuhova)

### Spomeniki
V Čerkasiju je bilo postavljenih več spomenikov: Borcem za svobodo Ukrajine, Tarasu Ševčenku, spominski kompleks Spomenik slave, Bogdanu Hmelnickem, Ivanu Pidkovu, spominska znamenja in križi v čast padlim vojakom, ki so sodelovali v vojni v Afganistanu, žrtvam gladomorov in političnih represij v Čerkaščini itd.
Mesto ima malo monumentalnih skulptur in spomenikov, ki bi slavili osebnosti sovjetske dobe. Poleg tega je bilo mesto nekaj časa skoraj edino večje ukrajinsko mesto brez enega samega spomenika Vladimirju Leninu – veliki spomenik voditelju proletariata na istoimenskem osrednjem trgu pred stavbo oblastne rade so porušili 28. novembra 2008.
Na splošno ima mesto kar nekaj spomenikov in obeležij v čast pomembnim osebnostim, zgodovinskim dogodkom, zbirateljskim predmetom in celo izmišljenim likom. Najbolj znana spomenika mesta sta spomenik Tarasu Ševčenku (1964) in spomenik Bogdanu Hmelnickemu (1995), najbolj izvirna pa sta spomenika vareniku (вареник, 2006) in ženstvu (2009) pred hotelom »Rosava« ter figuri Pronje Prokopivne in Golohvastova, likoma iz komedije »Za dvema zajcema« iz leta 1961, pred mestno »Hišo mode«.
Skupno je bilo v Čerkasiju postavljenih 52 spomenikov, doprsnih kipov, poprsij, obeliskov itd. Trije spomeniki so posvečeni dogodkom in konceptom, trije živalim in predmetom, preostalih 45 pa ljudem, v čast vojaškim formacijam, političnim in javnim osebnostim Ukrajine, pesnikom, likom iz del itd. 20 spomenikov je posvečenih vojaškim temam: osvoboditvi mesta, v čast herojem osvoboditeljem in vojaškim enotam. Obstajajo celo spominski znaki v čast mornarjev Dneprskega odreda Pinške flotilje, ki so leta 1941 branili Čerkasi (nahaja se na ozemlju rečnega pristanišča), in v čast rekonstrukcije mostu čez Dneper vojaških enot med drugo svetovno vojno (vhod na Čerkasijski nasip z mestne strani).

## Znane osebnosti
Zgodovina Čerkasija je tesno povezana z imeni mnogih uglednih predstavnikov znanosti, kulture in umetnosti Ukrajine, zgodovinskih osebnosti, ki so se rodile in živele tukaj v različnih obdobjih ali katerih dejavnosti so neposredno povezane z mestom.
Čerkasi je v letih 1845–1846 večkrat obiskal Taras Ševčenko. Bival je v Hiši Cibulskih. Lesena stavba je bila obnovljena v začetku 20. stoletja in obstaja še danes. Ob 175. obletnici Ševčenkovega rojstva so tukaj odprli Muzej ene knjige »Kobzar«, na stavbi pa so postavili spominsko ploščo. Življenja prvega kozaškega voditelja Dmitra Bajde Višneveckega, vodje kozaškega upora leta 1593 Krištofa Kosinskega in organizatorja kolijivščine Maksima Zaliznjaka je tesno povezana z mestom. V Čerkasiju je deloval znameniti ukrajinski pesnik in pisatelj Vasil Simonenko, tukaj je umrl in bil pokopan, v mestu pa je literarni in spominski muzej, posvečen njegovemu življenju in delu.
Med drugimi osebnostmi, katerih življenja ali ustvarjalne kariere so povezane s Čerkasijem so: ugledni ukrajinski dramatik Ivan Karpenko-Kari, ki je obiskal Čerkasi in tukaj deloval, znana Marija Zankovecka je nastopila na odru krajevnega gledališča, mesto je obiskal judovski pisatelj Šolom-Alejhem. Tu so se rodili grafični umetnik Viktor Zamirajlo, pisatelj Les Gomin, ugledna pevka Lilija Lobanova, konstruktor in stratonavt Jakiv Ukrajinski, fiziolog dela Mikola Vitte, znanstvenik na področju gradbeništva Oleksander Nerovecki. V Čerkasiju je nakj časa bival pesnik Pavlo Tičin, nastopala sta vidna igralca Amvrosij Bučma in Gnat Jura. Tu se je rodil tudi ukrajinski častnik, javni in politični delavec, polkovnik Armade UNR Mikola Šramenko. V Čerkasiju je živel in delal tudi ukrajinski cestni inženir, javna osebnost in publicist Stepan Kožumjaka.
Med drugo svetovno vojno so se v Čerkaščini odvijali hudi boji. Sedaj je veliko ulic v mestu poimenovanih po udeležencih druge svetovne vojne – na primer, v središču je ulica, poimenovana po heroju Sovjetske zveze Fjodoru Lazarjevu – prav njegova tankovska divizija je prva vstopila v mesto, na tej ulici pa sta dve spominski plošči njemu v čast.
Prav tako je veliko Čerkasijanov umrlo v boju za narodno osvoboditev v vrstah Armade UNR in Oboroženih sil Ukrajine, po njih pa so poimenovane mnoge ulice. Ulica Oleksija Pančenka je poimenovana po vojaku Oboroženih sil Ukrajine Oleksiju Pančenku, ki je umrl med vojno proti ruskim okupatorjem v Donbasu, a se je rodil, živel in je pokopan v Čerkasiju. Ulica bratov Čučupakov je poimenovana po slavnih uporniških atamanih, domačinih iz Čerkaščine, ki sta do zadnjega branila mlado Ukrajinsko narodno republiko pred ruskoboljševiškimi napadalci.
V Čerkasiju so se rodili heroji Sovjetske zveze: Petro Atamanovski (1899–1946), Ivan Kiričenko (1902–1981), Sidir Kulbašni (1911–1947), Izrajil Kuperštejn (1915–1995), Veniamin Ruvinski (1919–2001), Izrajil Jakubovski (1924–1944), Jefim Vojinšin (1920–1982) in heroj Ruske federacije Aleksej Galkin (* 1970).
- Ana Asti (* 1990), ukrajinsko-ruska pop pevka
- Tihin Bajbuza (?– ne pred 1598), hetman registriranih kozakov med letoma 1597 in 1598
- Olga Bielkova (* 1975), ukrajinska političarka, ekonomistka, ljudska poslanka Ukrajine od 2019 do 2020
- Timofij Bilogradski (okoli 1710 – po 1782), ukrajinski skladatelj, lutnjist, kobzar-bandurist
- Samuel Cashwan (1900–1988), ameriški kipar
- Volodimir Daškovski (* 1965), ukrajinski vojaški dirigent, skladatelj
- Eduard Gudzenko (1938–2006), ukrajinski slikar
- Jurij Illjenko (1936–2010), ukrajinski filmski režiser, scenarist, snemalec
- Irena Karpa (* 1980), ukrajinska pisateljica, pevka, novinarka, televizijska voditeljica
- Andrij Hhlivnjuk (* 1979), ukrajinski glasbenik, vokalist, besedilopisec skupine Bumboks
- Vitalij Kowaljow (* 1968) ukrajinsko-švicarski operni pevec, basist
- Louis Krasner (1903–1995), ameriški klasični violinist
- Natalja Lagoda (1974–2015), ukrajinsko-ruska pevka, zabavljivka, manekenka
- Levi Olan (1903–1984, ameriški reformistični judovski rabin, liberalni socialni aktivist, pisatelj
- Miron Poljakin (1895–1941), ruski klasični violinist, pedagog, učenec Leopolda Auerja
- Bert Ramelson (1910–1994), britanski industrijski organizator, politik CPGB
- Oleksander Skičko (* 1991), ukrajinski politik, komik, igralec, šovmen, poslovnež, televizijski voditelj
- Alexandru Sochireanschi (1937–2019), moldavski skladatelj, muzikolog
- Roman Suščenko (* 1969), ukrajinski novinar, umetnik, politik
- Moisej Uricki (1873–1918), ruski revolucionar, politik
- Semjon Uricki (1895–1938) sovjetski general
- Lazar Weiner (1897–1982), ameriški skladatelj, glasbeni pedagog, dirigent, pianist
- Oleksij Jurin (* 1982), ukrajinski pesnik, dramatik, prevajalec, pedagog, tolmač, televizijski in radijski voditelj
- Natalija Zabolotna (* 1973), ukrajinska aktivistka

### Športniki
Med ukrajinskimi športniki mednarodnega razreda so tudi ljudje iz Čerkasija. To so: športni telovadki Natalija Sirobaba in Olena Kvaša – udeleženki poletnih olimpijskih iger, evropski prvakinji, športni telovadec Valerij Pereškura – nosilec srebrne medalje XXVII. poletnih olimpijskih iger v Sidneyju, 2000, kolesar Oleksander Fedenko – nosilec srebrne medalje XXVII. poletnih olimpijskih iger v Sydneyju, 2000, atlet Anton Skačkov – nosilec dveh srebrnih in dveh zlatih medalj poletnih paraolimpijskih iger, Vitalij Snesar – nosilec zlate medalje prvenstva Centralne rade Telovadnošportnega društva »Dinamo« (CR FST »Dinamo«) v častniškem triatlonu (2008) in streljanju s kroglami (2008), Natalija Kalašnik – nosilka zlate medalje v PM-III (streljanje z bojnim orožjem) prvenstva »Dinamo« (2008) in nosilka bronaste medalje ukrajinskega prvenstva (2008), Maksim Komirenko – nosilec srebrne medalje v vaji AKA-III (streljanje z bojnim orožjem) prvenstva »Dinamo« (2008) in nosilec bronaste medalje častniškega triatlona in prvenstvu v streljanju s kroglami (2008), Igor Prihodko – zlati zmagovalec Vseukrajinskega boksarskega turnirja v spomin na mojstra športa ZSSR v boksu Mihajla Škode (2008), Oleg Stepanenko – bronasti zmagovalec vseukrajinskega boksarskega turnirja v spomin na mojstra športa ZSSR v boksu Mihajla Škode (2008), atletinja Oleksandra Stadnjuk – skok v daljino in troskok, Artem Manko – nosilec srebrne medalje XVI. poletnih paraolimpijskih iger v Tokiu, 2020 (2021).
- Nazar Čepurni (* 2002), ukrajinski športni telovadec
- Valentin Demjanenko (* 1983), ukrajinsko-azerbajdžanski kanuist na mirnih vodah
- Artem Dovbik (* 1997), ukrajinski nogometaš, z več kot 120-imi klubskimi nastopi, od tega 11 za ukrajinsko reprezentanco, v sezoni La Lige 2023/2024 je osvojil Pichichijev pokal kot igralec z največ goli v sezoni španske lige.
- Oleksander Fedenko (* 1970), ukrajinski kolesar, nosilec srebrne medalje XXVII. poletnih olimpijskih iger v Sydneyju, 2000
- Sergij Kuliš (* 1993), ukrajinski športni strelec, nosilec srebrne medalje XXXI. poletnih olimpijskih iger v Riu de Janeiru, 2016
- Ilja Kovtun (* 2003), ukrajinski športni telovadec, nosilec srebrne medalje XXXIII. poletnih olimpijskih iger v Parizu, 2024
- Olena Kvaša (* 1984), ukrajinska športna telovadka, olimpijka
- Artem Manko (*1998), ukrajinski sabljač na invalidskem vozičku, nosilec srebrne medalje XVI. poletnih paraolimpijskih iger v Tokiu, 2020 (2021)
- Svjatoslav Mihajljuk (* 1997), ukrajinski košarkar, od leta 2024 član moštva Utah Jazz v NBA
- Vitalij Mikolenko (* 1999), ukrajinski nogometaš, od leta 2022 član kluba Everton, z več kot 100-timi klubskimi nastopi in 26 za ukrajinsko reprezentanco
- Valerij Pereškura (* 1977) ukrajinski športni telovadec, nosilec srebrne medalje XXVII. poletnih olimpijskih iger v Sidneyju, 2000
- Dmitro Skapincev (* 1998), ukrajinski košarkar, od leta 2023 član moštva New York Knicks v NBA
- Natalija Sirobaba (* 1985), ukrajinska športna telovadka, olimpijka
- Anton Skačkov (* 1979), ukrajinski atlet, nosilec dveh srebrnih medalj XI. poletnih paraolimpijskih iger v Sidneyju, 2000, in dveh zlatih XII. poletnih paraolimpijskih iger v Atenah, 2004, častni občan Čerkasija
- Vitalij Snesar, ukrajinski vojaški traitlonec, športni strelec, pomorski mnogoborec
- Oleksandra Stadnjuk (* 1980), ukrajinska atletinja
- Igor Stolovicki (* 1969), ukrajinski nogometaš, trener, z več kot 510-imi klubskimi nastopi
- Stanislav Suhina (* 1968), ruski nogometaš, nogometni sodnik, nogometni funkcionar
- Katerina Židkova (* 1989), ukrajinsko-azerbajdžanska odbojkarica

### Častni občani mesta
- Sergij Ambros (1990–2015), ukrajinski javni aktivist, športnik, poročnik Nacionalne garde Ukrajine (NGU), borec Azovskega polka
- Georgij Arbatov (1923–2010), ruski politolog, amerikanist
- Fedir Boječko (* 1934), ukrajinski pedagog, biolog
- Viktor Bojko (1974–2014), ukrajinski častnik, borec 34. bataljona teritorialne obrambe »Batkivščina« Oboroženih sil Ukrajine (ZSU)
- Igor Bojko (1972–2015), ukrajinski vojak, borec 128. gorskopehotne brigade Kopenskih vojsk Oboroženih sil Ukrajine (SV ZSU)
- Jaroslav Čalij (1966–2015), ukrajinski častnik, borec 57. mehanizirane brigade Kopenskih vojsk Oboroženih sil Ukrajine (SV ZSU)
- Jurij Fedaš, (* 1980), ukrajinski mornariški častnik, borec, poveljnik minolovca »Čerkasi«
- Anatolij Fesun (1941–2003), ukrajinski kirurg
- Vjačeslav Galva (1973–2014), ukrajinski častnik, polkovnik Glavnega obveščevalskega direktorata Ministrstva za obrambo Ukrajine (GUR MOU)
- Volodimir Grečani (1978–2014), ukrajinski obmejni policist, častnik Državne obmejne službe Ukrajine (DPSU)
- Ivan Guk (* 1935), ukrajinski urolog
- Andrij Himič (* 1937), ukrajinski kanuist
- Volodimir Ivanenko (1955–2024), ukrajinski tekmovalec v powerliftingu, politik
- Ilja Idel (1988–2014), ukrajinski vojak, borec 24. jurišnega bataljona «Ajdar« Kopenskih vojsk Oboroženih sil Ukrajine (SV ZSU)
- Sergij Jepifanov (1983–2014), ukrajinski obmejni policist, častnik Državne obmejne službe Ukrajine (DPSU)
- Oleksander Kačur († 2016), ukrajinski borec
- Igor Kalašnik (1960–2014), ukrajinski gradbenik
- Mikola Kalašnik (1989–2014), ukrajinski častnik, borec havbične-samohodne artilerijske baterije 72. mehanizirane brigade Oboroženih sil Ukrajine (ZSU)
- Bogdan Karavajski (1990–2014), ukrajinski častnik, borec 3. polka specialnih enot Sil specialnih operacij Oboroženih sil Ukrajine (SSO ZSU)
- Rajisa Kiričenko (1943–2005), ukrajinska pevka, herojinja Ukrajine (2003)
- Spiridon Kiričenko (1905–1981), ukrajinski borec Rdeče armade
- Artem Kubilskin (1982–1998), ukrajinski dijak
- Jurij Kunčenko (1939–2006), ukrajinski matematik
- Pavlo Lazarenko (1974–2014), ukrajinski vojak, borec Državne obmejne službe Ukrajine (DPSU)
- Jurij Lega (* 1949), ukrajinski elektrotehnik, računalnikar
- Sergij Lifar (1969–2014), ukrajinski častnik, borec Državne obmejne službe Ukrajine (DPSU)
- Volodimir Ložešnikov (1962–2014), ukrajinski rezervni častnik, policist, borec protitankovskega voda 2. bataljona specialnih enot Nacionalne garde Ukrajine »Donbas«
- Onufrij Lucenko (1908–1977), ukrajinski častnik Oboroženih sil ZSSR (VS SSSR), heroj Sovjetske zveze
- Ivan Lutak (1919–2009), ukrajinski javni delavec, politik
- Oleksander Malamuž (1985–2014), ukrajinski rezervni vojak, borec 2. bataljona specialnih enot Nacionalne garde Ukrajine »Donbas«
- Igor Mališev (1961–1998), afganistanski vojak
- Diana Matjušenko (* 1947), ukrajinska pevka
- Vasil Matjušenko (* 1936), ukrajinski pevec
- Rajisa Mihajlenko (* 1926), ukrajinska kulturna delavka, javna osebnost
- Igor Momot (1965–2014), ukrajinski obmejni policist, častnik, načelnik Centra za usposabljanje mlajših specialistov Državne obmejne službe Ukrajine (DPSU), heroj Ukrajine (posmrtno, 2019)
- Anton Mospan (1991–2018), ukrajinski častnik, borec 8. gorskojurišnega bataljona Oboroženih sil Ukrajine (ZSU)
- Danilo Narbut (1916—1998), ukrajinski gledališki umetnik, slikar
- Mikola Negoda (1928–2008), ukrajinski pesnik, pisatelj
- Genadij Nemcov (1969–2018), ukrajinski častnik, borec 72 mehanizirane brigade Oboroženih sil Ukrajine (ZSU)
- Oleksij Pančenko (1974–2015), ukrajinski vojak, borec 90. aeromobilnega bataljona 81. zračnodesantne jurišne brigade Zračnodesantnih jurišnih vojsk Oboroženih sil Ukrajine (DŠV ZSU)
- Anatolij Paškevič (1938–2005), ukrajinski zborovski dirigent, skladatelj
- Igor Petriv (1967–2015), ukrajinski častnik, borec Državne obmejne službe Ukrajine (DPSU)
- Jevgen Podoljančuk (1991–2014), ukrajinski častnik, borec 3. polka specialnih enot Sil specialnih operacij Oboroženih sil Ukrajine (SSO ZSU)
- Oleksander Sasim (1925–2012), ukrajinski kirurg
- Vasil Simonenko (1935–1963), ukrajinski pesnik, novinar
- Sergij Sirotenko (1977–2017), ukrajinski častnik, borec 2. bataljona specialnih enot Nacionalne garde Ukrajine »Donbas«
- Anton Skačkov (* 1979), ukrajinski atlet, nosilec dveh srebrnih medalj XI. poletnih paraolimpijskih iger v Sidneyju, 2000, in dveh zlatih XII. poletnih paraolimpijskih iger v Atenah, 2004
- Pavlo Sosa (1929–2000), ukrajinski zgodovinar, domoznanec
- Sofronij (Dmitro Dmitruk) (1940–2020), ukrajinski arhierej, metropolit
- Sergij Strogecki, ukrajinski meščan Čerkasija
- Oleksander Šapoval (1992–2015), ukrajinski častnik, borec 74. izvidniškega bataljona Kopenskih vojsk Oboroženih sil Ukrajine (SV ZSU)
- Ivan Šastun (* 1920), ukrajinski častnik, borec Rdeče armade
- Oleksandra Šuležko (1903–1994), ukrajinska učiteljica
- Jurij Tarasenko (1974–2014), ukrajinski častnik, borec 79. aeromobilne brigade Zračnodesantnih jurišnih vojsk Oboroženih sil Ukrajine (DŠV ZSU)
- Andrij Tereščenko (1991–2014), ukrajinski vojak, borec 95. aeromobilne brigade Zračnodesantnih jurišnih vojsk Oboroženih sil Ukrajine (DŠV ZSU)
- Oleksander Tkanko (1916–2006), ukrajinski partizan, borec Rdeče armade, heroj Sovjetske zveze
- Oleksander Tolbatov, ukrajinski zdravilec
- Vitalij Vegraj (1969–2015), ukrajinski častnik, borec 128. gorskopehotne brigade Kopenskih vojsk Oboroženih sil Ukrajine (SV ZSU)
- Boris Verlinski (1930–2003), ukrajinski kulturni delavec
- Vitalij Vinničenko (1973–2014), ukrajinski obmejni policist, častnik Državne obmejne službe Ukrajine (DPSU)
- Olga Vojnova-Pavlovska (1939–2002), ukrajinska pevka, kontraaltistka
- Fedir Zadorožni (1915–1998), javni delavec, politik
- Vasil Zaharčenko (1936–2018), ukrajinski pisatelj
- Mikola Zajcev (1977–2014), ukrajinski obmejni policist, častnik Državne obmejne službe Ukrajine (DPSU)
- Volodimir Žabotinski (* 1948), ukrajinski gradbenik, podjetnik

## Mednarodno sodelovanje
Za razvoj gospodarskega in kulturnega sodelovanja med čerkasijsko skupnostjo in mesti drugih držav mesto aktivira že vzpostavljene vezi, širi in razvija mednarodno sodelovanje.

### Pobratena mesta
Čerkasi je pobraten z naslednjimi mesti:
| Pobratena mesta   | Pobratena mesta            | Pobratena mesta |
| ----------------- | -------------------------- | --- |
| Bielefeld         | Nemčija                    | Sporazum o solidarnostnem partnerstvu je bil podpisan 13. maja 2023 |
| Bydgoszcz         | Poljska                    | Sporazum o sodelovanju med mestoma je bil podpisan 17. septembra 2000. Sodelovanje se izvaja predvsem na humanitarnem področju – izmenjava ustvarjalnih kolektivov, skupin umetnikov itd., pa tudi na gospodarskem področju – na ravni podjetnikov obeh mest. |
| Džilin            | Ljudska republika Kitajska | |
| Fergana           | Uzbekistan                 | Sporazum o sodelovanju med mestoma je bil podpisan 16. septembra 2019. |
| Kuşadası          | Turčija                    | Sporazum o vzpostavitvi pobratenih odnosov med mestoma je bil podpisan 19. marca 2019. |
| Madaba            | Jordanija                  | 16. septembra 2011 je bil med uradnim obiskom delegacije iz jordanskega mesta Madaba v Čerkasiju podpisan sporazum o sodelovanju med Čerkasijem in Madabo. |
| Malmesbury        | Združeno kraljestvo        | [ 132 ] |
| Petah Tikva       | Izrael                     | |
| Rustavi           | Gruzija                    | Podpisano 28. marca 2012. |
| Okrožje Steinfurt | Nemčija                    | |
| Sumgajit          | Azerbajdžan                | Nedoločen sporazum o obnovi prijateljskih bratskih vezi med mestoma je bil podpisan 3. septembra 2003. Mesti razvijata sodelovanje na področju proizvodnje, razvoja malih in srednje velikih podjetij, zunanjih gospodarskih odnosov, kulture in športa.      |
| Santa Rosa        | ZDA                        | Partnerstvo se je začelo leta 1989 in se od takrat izvaja v različnih smereh. Župana mest sta 6. marca 1991 podpisala trajni sporazum o pobratenju. |
| Vagaršapat        | Armenija                   | Sporazum o vzpostavitvi pobratenja in sodelovanja med mestoma je bil podpisan 8. oktobra 2021. |
| Valmiera          | Latvija                    | |
| Okrožje Vanžou    | Ljudska republika Kitajska | |

## Galerija
- Nočna panorama Čerkasija, 2009
- Svetopriprošnji staroverski ženski samostan (1818), 19. stoletje
- Ulica Hreščatik, konec 19. stoletja
- Ulica Hreščatik, 1910
- Staro-Čigirinska ulica, 1910
- Ščerbinova hiša, 1910
- Sodobna Ščerbinova hiša – Poročna palača
- Hotel »Slovjanski« (stara razglednica)
- Stavba nekdanjega hotela »Slovjanski«, 2009
- Stavba nekdanjega hotela »Slovjanski« – do 2024 Modra palača, sedaj banka (Poslovni center »Slovjanski«), po restavraciji 2024
- Oblastni umetnostni muzej
- Kino »Ukrajina«
- Tobačna tovarna (1878), september 2017
- Otroški park »Kazka« na Priportovi ulici, september 2019
- Stavba gromadske banke, Ulica Hreščatik 251, arhitekt Władysław Horodecki
- Glasbena fontana na trgu za stavbo oblastne državne uprave
- Nekdanji kino Dnipro (sedaj oblastna pisarna PrivatBanke), Ulica Bajde Višneveckega 40, avgust 2020